# Franken (Weinanbaugebiet)
| Daten                                                                    | Daten                           |
| ------------------------------------------------------------------------ | ------------------------------- |
| Weinbaugebiet:                                                           | Franken                         |
| Land:                                                                    | Bayern                          |
| Weinanbau seit:                                                          | 8. Jahrhundert                  |
| Fläche:                                                                  | 6.163 ha (2020)                 |
| Weinproduktion/Jahr:                                                     | 267.972 Hektoliter              |
| Weinkönigin 2022/2023                                                    | Eva Brockmann aus Großwallstadt |
| Website:                                                                 | Weinanbaugebiet Franken         |
| Die 13 bestimmten Weinanbaugebiete Deutschlands (Franken gelb unterlegt) |                                 |

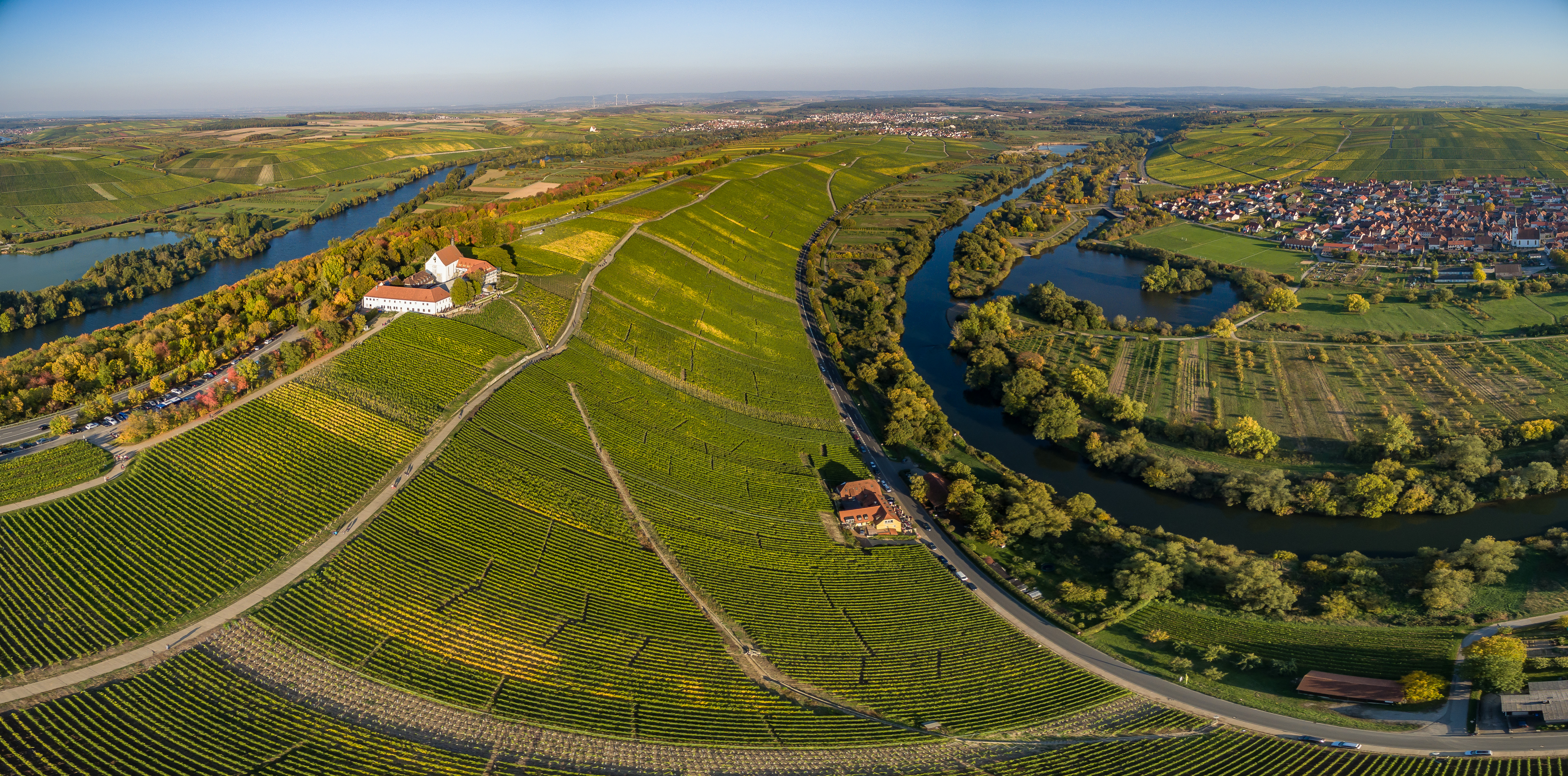
Das Herz Weinfrankens:
Die Volkacher Mainschleife, am Horizont der Steigerwald

Das Weinbaugebiet Franken (auch: Fränkisches Weinland oder Weinfranken) ist ein deutsches Weinbaugebiet und eine nach § 3 Abs. 1 Nr. 5 Weingesetz als bestimmtes Anbaugebiet (bA) ausgewiesene Region für Qualitätswein. Das Weinbaugebiet liegt im Gegensatz zur Region Franken ausschließlich innerhalb Bayerns in den drei Regierungsbezirken Unterfranken, Mittelfranken und Oberfranken mit Schwerpunkt in Unterfranken. Das Weinbaugebiet erstreckt sich über den größten Teil des Tals des Mains, wurde aber im Gegensatz zu allen anderen deutschen Weinbaugebieten vergleichbarer Geografie nicht nach dem maßgebenden Fluss benannt.
Mit etwa 6163 ha Anbaufläche (2020) gehört das Weinbaugebiet Franken in Folge der Verdreifachung der Rebflächen seit den 1970er Jahren zu den mittelgroßen Weinbaugebieten Deutschlands. Im Mittelalter war Franken mit fast 40.000 ha Rebfläche das größte Weinbaugebiet im Heiligen Römischen Reich nördlich der Alpen. Der Anteil an Rotwein im klassischen Weißweingebiet liegt seit rund zwei Jahrzehnten bei etwa 18 % der Rebflächen.
Unter den deutschen bestimmten Weinbaugebieten hat Franken in mehrfacher Hinsicht eine Ausnahmestellung mit der Leitsorte Silvaner, dem meist recht trockenen Ausbau des Weins mit speziellen Geschmacksbezeichnungen (fränkisch trocken statt deutsch trocken) und dem äußerlich auffälligsten Merkmal, den Verkauf im Bocksbeutel als Flasche. Das Gebiet entlang des Steigerwaldtraufs mit seinen Gipskeuperböden in Verbindung mit dem Kontinentalklima gilt als ein herausragendes Weißweingebiet weltweit.
Die Weinberge sind sehr unterschiedlich strukturiert. Das fränkische Weinland bildet eine in Deutschland außergewöhnliche Kulturlandschaft in Verbindung mit der Lebensart der örtlichen Bevölkerung, Wein als Volksgetränk, unzähligen Weinfesten jenseits vom Massentourismus und vielfach regional geprägter Gastronomie.

## Geschichte

### Mittelalter: Größtes Weingebiet Deutschlands
Fränkische Siedler brachten vermutlich die Rebe mit an den Main. Der Weinbau in Franken geht, nach Schenkungsurkunden von Karl dem Großen 777 für Hammelburg und 779 für Würzburg, mindestens bis ins 8. Jahrhundert zurück. Vor allem Klöster bauten damals Reben zur Herstellung von Messwein an.
Im 14. Jahrhundert erläuterte der Würzburger Gottfried von Franken in seinem Pelz- und Weinbuch den Weinanbau und Methoden der Weinveredelung. Im Kitzinger Weingesetz von 1482 wurde der weitverbreiteten Weinpanscherei ein Riegel vorgeschoben. Das am 29. September beschlossene Gesetz legte fest, was im Wein enthalten sein durfte und was nicht. Zuwiderhandlungen wurden bestraft. Das 1. Fränkische Weingesetz galt seinerzeit vom Bodensee bis Sachsen.
Im Mittelalter wuchs die Anbaufläche auf fast 40.000 ha. Franken war damals das größte Anbaugebiet des Heiligen Römischen Reiches nördlich der Alpen. Die Weinanbaufläche übertraf die der Mosel und der links- oder rechtsrheinischen Gebiete bei weitem.

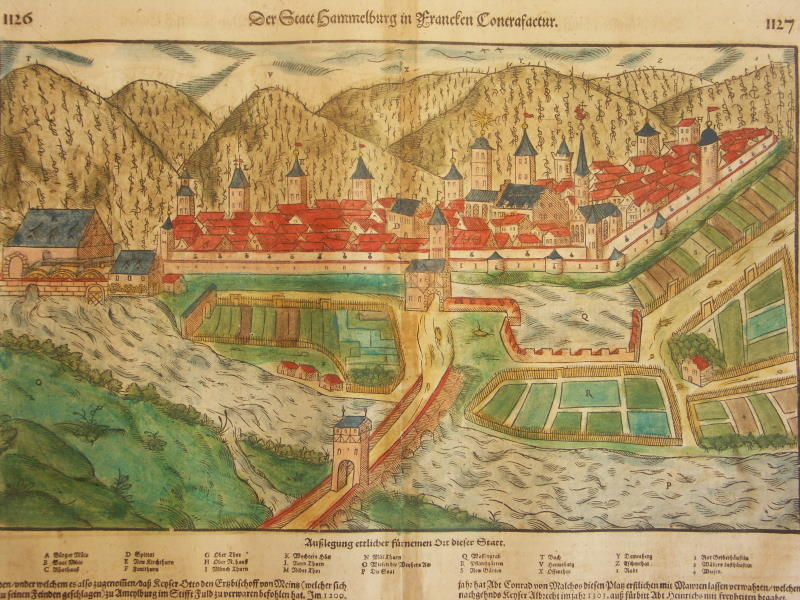
Älteste Weinstadt Frankens Hammelburg
Weinstadt Gemünden im 17. Jahrhundert
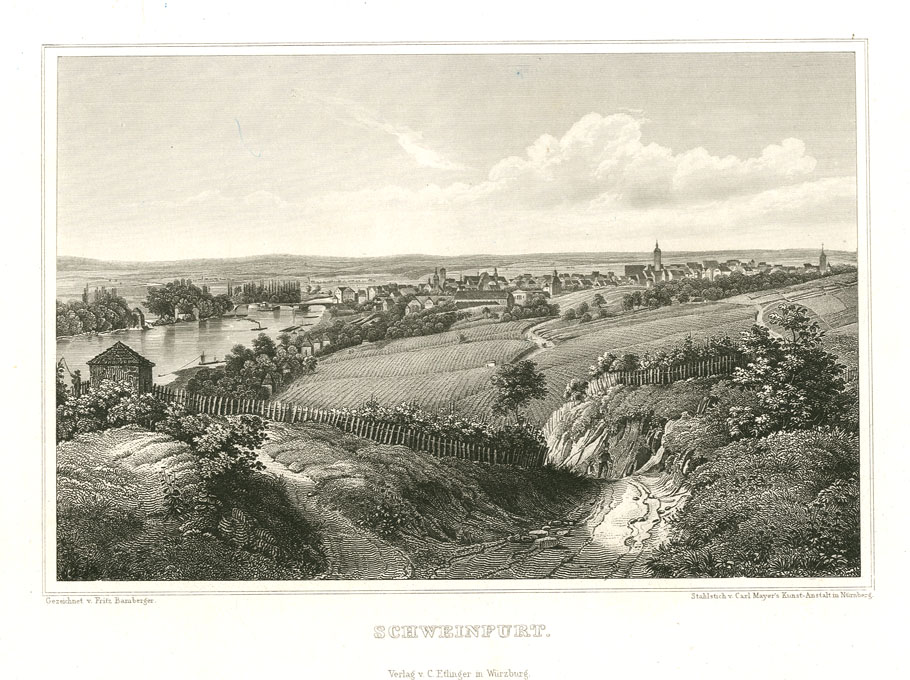
Weinstadt Schweinfurt im Jahre 1847
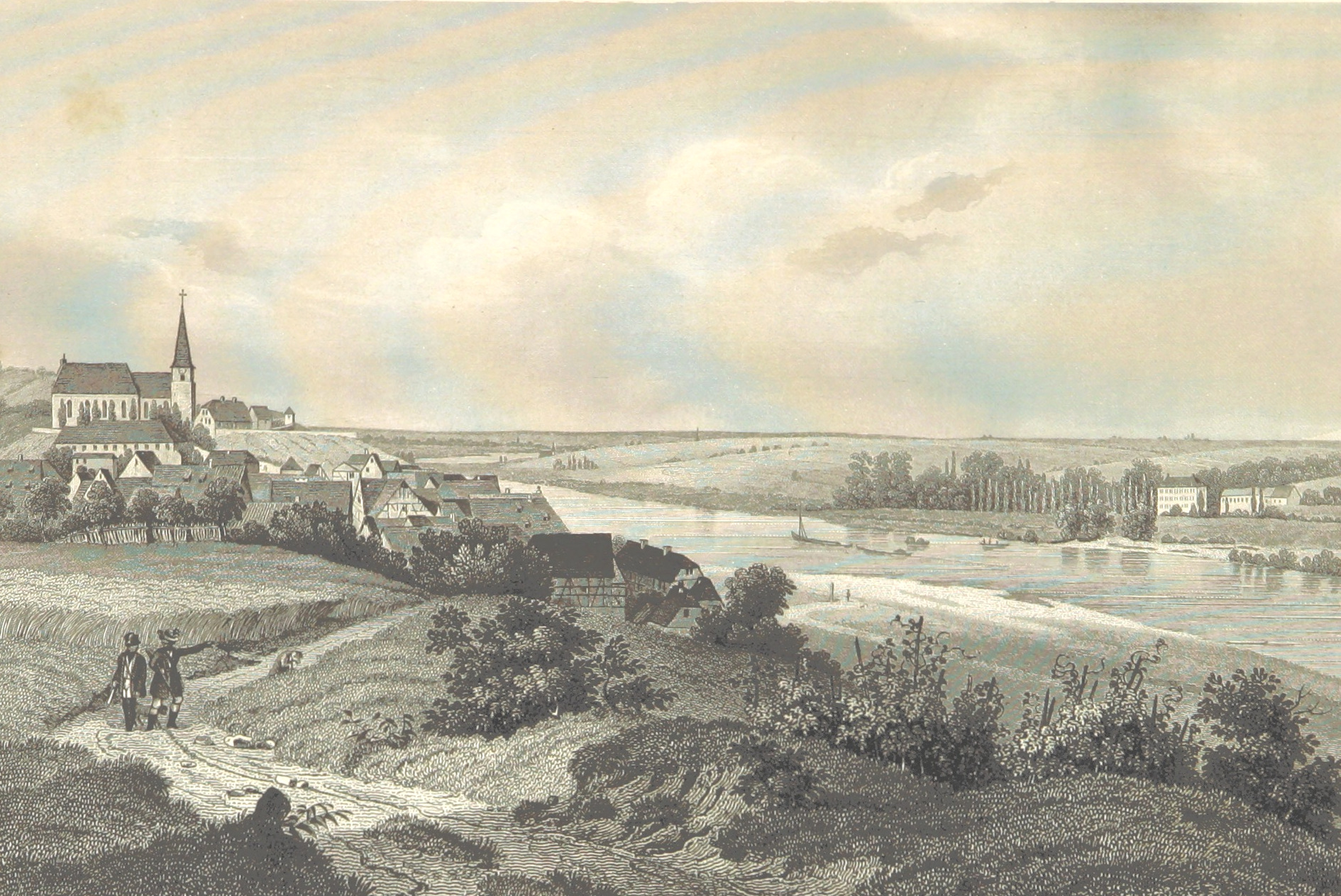
Wipfeld 1847, mit einem der ältesten Weinberge Frankens

### Neuzeit: Niedergang
Der Weinbau erlebte zu Beginn des 19. Jahrhunderts, in Folge der Säkularisation und der Reblaus, insbesondere im Schweinfurter Raum, einen großen Niedergang. Klimatisch weniger begünstigte Lagen gab man vollständig auf. Die Rebfläche Frankens schrumpfte bis in die Mitte des 20. Jahrhunderts auf nur noch etwas über 2000 ha. So hatte 1887 Würzburg 455 ha Rebfläche, 1917 aber nur noch 177 ha (2003: 190 ha, 2017: 235 ha). Schweinfurt hatte 1802 etwa 320 ha Rebfläche, die in den 1970er Jahren nahezu vollständig verschwand (2017: 3,5 ha).

### Nachkriegszeit: Konsolidierung
Nach dem Krieg begann 1960 die Wiederbelebung des fränkischen Weinbaus, mit Beratung der Winzer, Gründung von Winzergenossenschaften und ersten, sanfteren Flurbereinigungen der Weinberge. Franken war nur noch ein kleines Weißweinanbaugebiet, mit knappem Angebot. Bis schließlich in den 1970er Jahren die Weinkeller leergekauft wurden.

### Gegenwart: Verdreifachung der Rebflächen
Die Preise explodierten im Laufe der 1970er Jahre. Worauf örtliche Konsumenten vorübergehend auf französische oder italienische Weißweine umstiegen . Die erzielbaren hohen Preise mit Frankenwein hatten eine enorme Erweiterung der Rebflächen (bis heute eine Verdreifachung) zur Folge, die aber nur auf historischen Weinlagen gestattet wurde. Währenddessen stagnierten in allen anderen deutschen wie weltweiten Weinbaugebieten die Rebflächen oder wurden leicht reduziert. Als Resultat wuchs Franken, zum Teil auf Kosten der Qualität, wieder zu einem mittelgroßen deutschen Weinbaugebiet heran. Schätzten bis dahin nur Insider den außerhalb Frankens kaum erhaltbaren Wein, wird er seitdem, wie Weine aus den anderen Anbaugebieten, bundesweit angeboten. Die Gebiets-Winzergenossenschaft Franken (GWF) kam wegen Massenproduktion in Kritik. Man musste sich fortan bis heute, wie überall, um die Weinvermarktung kümmern, was einst nicht nötig war (siehe auch: Neues Franken). Schließlich bekam der Frankenwein sogar ein Imageproblem, was in den Nachkriegsjahrzehnten unvorstellbar gewesen wäre.

## Geographie

### Überblick
Im Weinanbaugebiet Franken gibt es heute 6.253 ha (2017) bestockte Rebflächen. Aus einem bis in die 1970er Jahre kleinen Anbaugebiet wurde das sechstgrößte Weingebiet Deutschlands.
Auf der Nordhalbkugel liegt die Anbauzone für Wein etwa zwischen dem 30. (20-°C-Isotherme der Jahresdurchschnittstemperatur) und 50. Breitengrad (10-°C-Isotherme). Der weitaus größte Teil des Fränkischen Weinlandes liegt südlich des 50. Breitengrads, der der Mainlinie entspricht. Nur ein kleiner Teil, hauptsächlich die Region um die Fränkische Saale, liegt nördlich davon. Zudem liegt die Jahresdurchschnittstemperatur in Weinfranken bei etwa 9 °C. Franken galt deshalb bisher als Weingebiet im kritischen Bereich, etwa an der Anbaugrenze, die sich neuerdings durch die Globale Erwärmung weiter nach Norden verschiebt. Wegen der bisher oft strengen Winter und der Möglichkeit von Spätfrösten beschränkt sich das bewirtschaftete Gebiet auf geschützte Lagen entlang des Mains, seiner Seitentäler, insbesondere Fränkischer Saale, Wern und Tauber und auf den Steigerwaldtrauf am Westende des Steigerwalds.

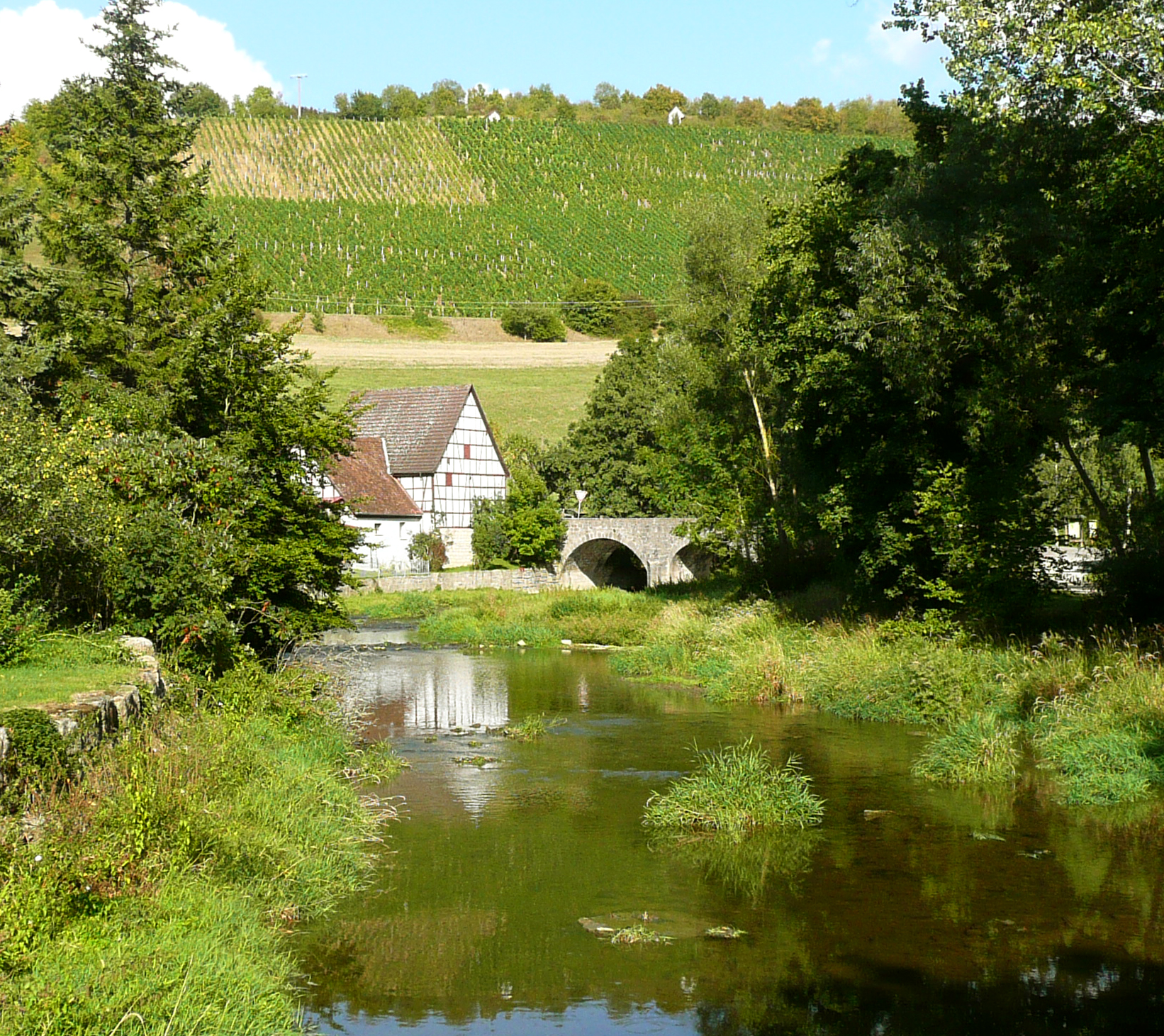
Südlichster Weinort Frankens: Tauberzell

Die drei Landkreise mit den größten Rebflächen sind der Landkreis Kitzingen, der Weinlandkreis mit der historischen Weinhandelsstadt Kitzingen, der Landkreis Würzburg, in Veitshöchheim mit der Bayerischen Landesanstalt für Weinbau und Gartenbau und der Landkreis Schweinfurt, mit seiner Weinregion zwischen Main im Norden und Steigerwald im Süden. Die beiden Oberzentren Bamberg im Osten, mit dem Weinberg Camerathen am Kloster Michelsberg und Aschaffenburg im Westen mit dem nördlich gelegenen Alzenau, bilden die Endpunkte Weinfrankens, mit jeweils allerdings nur etwa 1 ha Rebfläche. Die Weinmetropole Würzburg liegt genau in der Mitte dazwischen, in einem auffallend klar strukturierten Weinanbaugebiet (siehe: Karte Weinbaubereiche). Nördlichster und südlichster Weinbauort Frankens sind zwei kleine Ortschaften, die beide zum Bereich Maindreieck gehören. Nördlichster Ort ist das an Bad Kissingen angrenzende Wirmsthal, das mit den benachbarten Weinorten Ramsthal und Sulzthal eine kleine, relativ isolierte Weinregion in tief eingeschnittenen Seitentälern der Fränkischen Saale in der Vorrhön bildet, die der Großlage Burg (Hammelburg) zugeordnet wurde. Südlichster Weinort ist das großlagenfreie Tauberzell in Mittelfranken, wo seit 700 Jahren Weinbau betrieben wird, zugleich einziger Weinbauort im Landkreis Ansbach. Ein kleiner Weinberg mit nur 0,9 ha liegt noch weiter südlich im selben Landkreis, in Rothenburg ob der Tauber, das man deshalb aber nicht mehr als Weinort bezeichnen kann.
Der Bocksbeutel als typisches Kennzeichen des Frankenweins markiert nicht überall genau die Grenzen des Weingebiets. Er darf darüber hinaus auch in zwei kleinen Bereichen im Weinanbaugebiet Baden verwendet werden (siehe: Bocksbeutel).

### Geologie und Böden

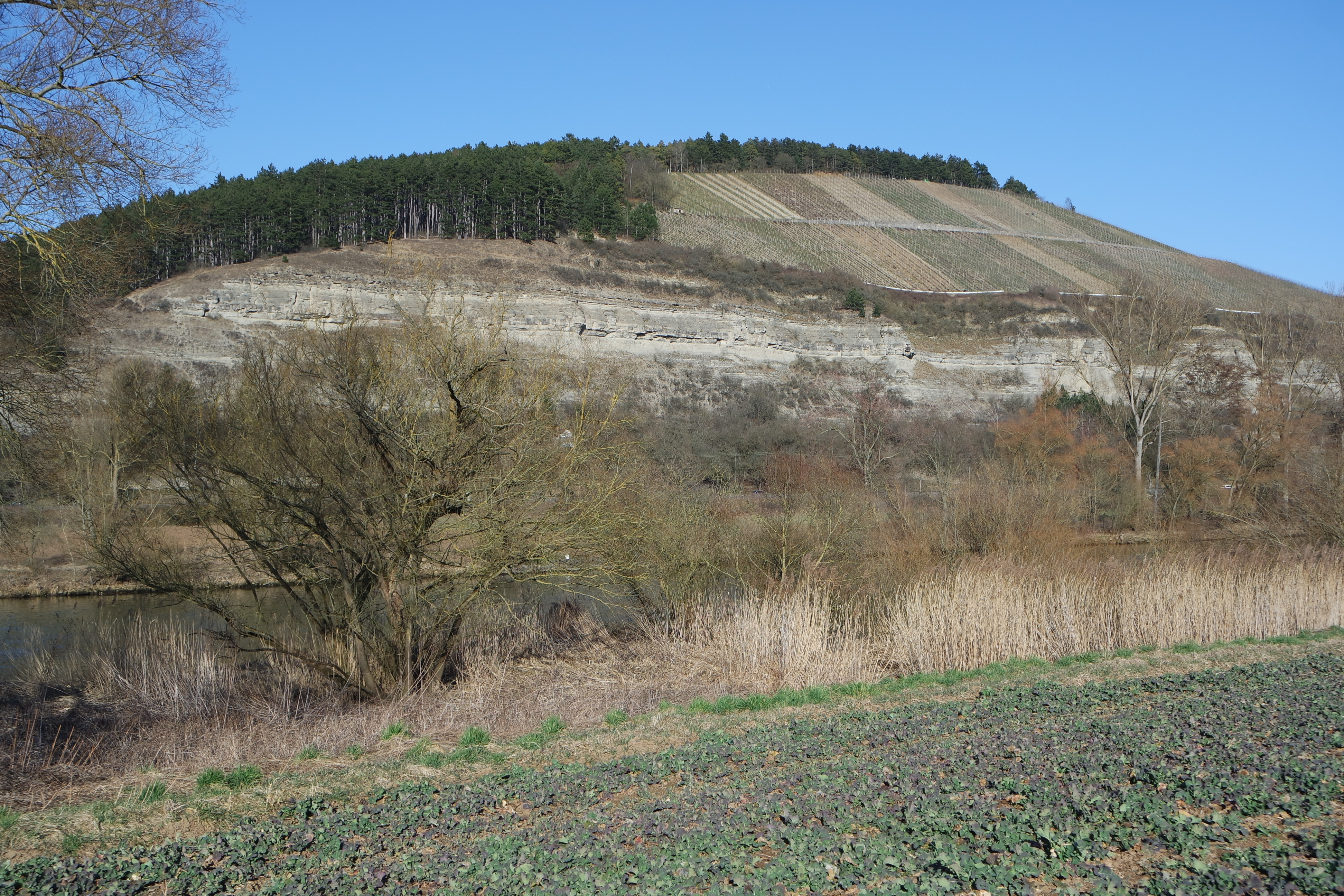
Prallhang südlich von Karlstadt
mit Muschelkalk

Vor etwa 240 Millionen Jahren bedeckte das Triasmeer Mainfranken, das durch Spessart und Odenwald aufgestaut wurde, bis schließlich der Main allmählich sein Tal in Form des Mainvierecks als Abfluss des Meers eingrub. Die letzten Spuren des Meeres stammen aus der Zeit vor etwa 180 Millionen Jahren. In den dazwischenliegenden 60 Millionen Jahren lagerte es drei Schichten ab, die den Hauptnährboden des Frankenweins bilden: Buntsandstein, Muschelkalk und Keuper, wobei im bunten Keuperboden alle Varianten von Tiefsee über Flachmeer bis Festland mit Flachwasserzonen vertreten waren.
Infolge der Bodenbeschaffenheit entstehen sehr mineralstoffhaltige Weine mit würzigem Geschmack. Der Mineralstoffgehalt der Weine spielt deshalb – anders als in allen anderen Anbaugebieten – bei der Qualitätsprüfung ebenfalls eine Rolle.
Die Gesteine im Fränkischen Weinland werden auch durch Steinbrüche und für die Herstellung von Zement in Karlstadt und für ein Gipswerk in Iphofen genutzt.

### Klima

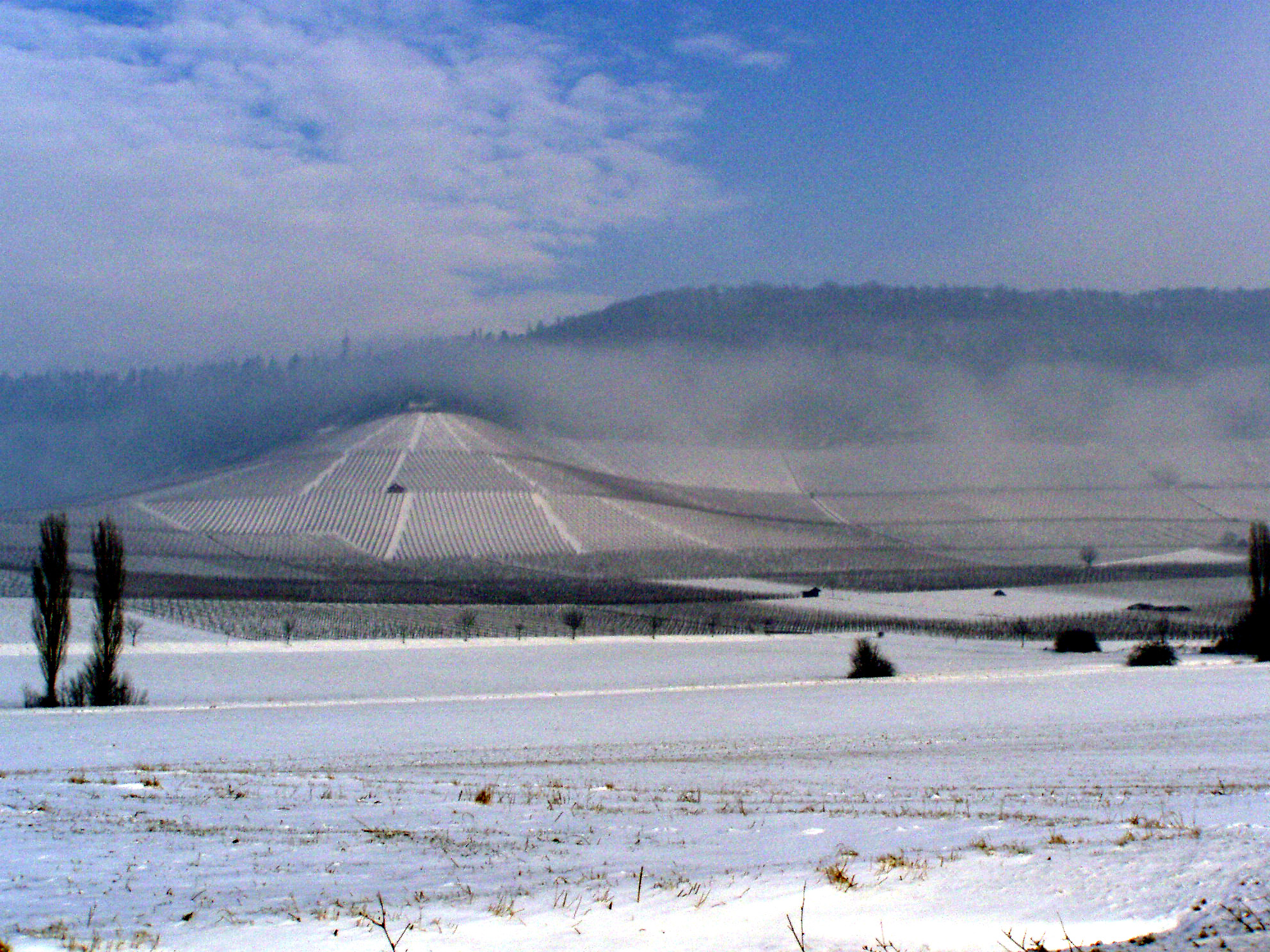
Winter am Schwanberg

Im Bereich östlich des Spessarts, also im weitaus größten Teil des Weinanbaugebietes, herrscht bereits ein Klima, das beim Kontinentalitätsgrad im Übergangsbereich zwischen Seeklima und Kontinentalklima liegt. Dies trägt neben der Bodenbeschaffenheit zum typischen, kräftigen Geschmack des Frankenweins bei.
Der größte Bereich des Weingebietes liegt in den Mainfränkischen Platten. Bis in die 1960er Jahre waren dort Fröste bis minus 20 °C keine Seltenheit – heute noch bis etwa minus 15 °C. Es werden deshalb bei Spätfrösten unterschiedliche Maßnahmen zur Beheizung von Weinbergen ergriffen. Die Veitshöchheimer Landesanstalt macht hierzu seit Jahren umfangreiche Versuche. Die Sommer können mitunter sehr heiß und trocken sein. Im Hitzesommer 2015 wurde in Kitzingen am 5. Juli und 7. August mit 40,3 °C die höchste jemals in Deutschland gemessene Temperatur erreicht. Gerolzhofen war im selben Jahr der trockenste Ort Deutschlands,
- Frostfreie Vegetationszeit: 160–190 Tage;[13]
- Sonnenscheindauer: 1600–1750 Stunden;[13]
- Jahrestemperatur: 8,5–9,0 °C;[13] (mit ansteigendem Trend)
- Niederschlagsmenge: 500–600 l/m².[13]

## Frankenwein

### Charakteristik
Im Unterschied zu anderen deutschen Weingebieten ist in Franken, wo die Kultivierung von Reben urkundlich erstmals im Januar 777 (in der Schenkungsurkunde Karls des Großen von Hammelburg an das Kloster Fulda) erwähnt wurde, traditionell Wein wie in Frankreich vor allem Essensbegleiter. Im Jahr 1732 erschien eine Abhandlung des 1709 zum Professor ernannten Würzburger Anatomen und Botanikers Johann Martin Anastasius Orth über den gesundheitlichen Nutzen des damals wie heute vom Juliusspital produzierten bzw. verkauften Frankenweins; zudem veröffentlichte er die Schrift Untersuchung des Sprichwortes „Frankenwein, Krankenwein“. Um 1800 unterschied man im Juliusspital beim Frankenwein „Nebenwein“, „Extrawein“ und bessere Sorten wie den Steinwein. Der mit dem Thema Über die Harnsteine in Ostfranken habilitierte Chirurg Karl Textor, Sohn von Cajetan von Textor, sah das geringe Auftreten von Harnsteinen bzw. geringere Ausmaß des schmerzhaften Steinleidens in Franken auf die Beschaffenheit des Frankenweins zurück. Auch Cajetan von Textors Assistent Weidenbusch (* 1812, später praktischer Arzt in Gressthal) beschreibt in seiner 1838 verfassten Doktorarbeit eine „steinschmerzlindernde“ Wirkung vor allem der im fränkischen Saalgrund wachsenden Weine und eine harntreibende, die „Ausspülung der harnsauren Niederschläge aus den Nieren und Blasen“ befördernde Kraft der leichteren guten Tischweine. Typischer Frankenwein ist trocken, „leicht zu trinken“ und harmoniert mit nahezu sämtlichen Gerichten, von der regionalen Häckerbrotzeit über Fisch- und Fleischgerichte über Spargelgerichte und angemachten Camembert bis hin zu fränkischen Rostbratwürsten mit Sauerkraut. Letzteres ist eine Kombination, die auch im Elsass üblich ist. Das heutige fränkische Weinmarketing setzt auch auf den Sommerwein (siehe: Neues Franken).

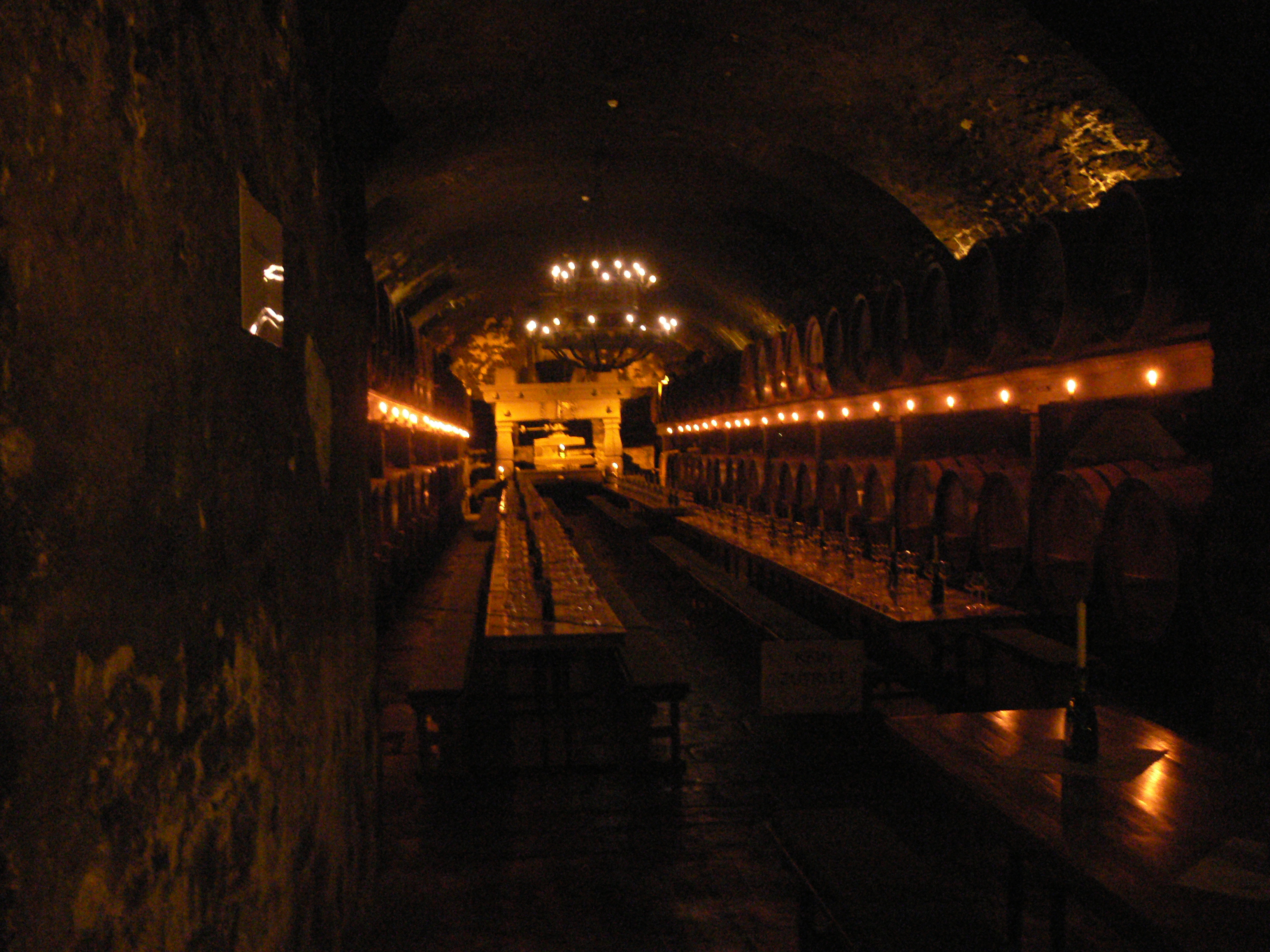
Staatlicher Hofkeller Würzburg

Aus der typischen Rebsorte Silvaner werden neutral-fruchtige, erdige Weine erzeugt, weshalb neben trockenen Weinen auch der erdige Geschmack ein typisches, traditionelles Kennzeichen des Frankenweins ist. Die Dominanz des weniger ertragreichen und „schwierigen“ Silvaners ging allerdings schon vor Jahrzehnten zugunsten des Massenträgers Müller-Thurgau zurück, der zeitweise über die Hälfte der Rebfläche einnahm.
Weine aus Franken werden häufig recht trocken ausgebaut. Auch hier zeigt sich die Ausnahmestellung des Frankenweins. „Fränkisch trockene“ Weine (der Begriff ist bezeichnungsrechtlich nicht zulässig) enthalten maximal vier Gramm pro Liter Restzucker (deutsch trocken maximal neun Gramm pro Liter). Jährlich werden 12.000 bis 14.000 Frankenweine amtlich geprüft, der Anteil der fränkisch trockenen Weine liegt bei 25 %. Viele Weingüter stellen aber auch „international trockene“ Weine aus Rebsorten wie Riesling, Weißburgunder oder Grauburgunder her.

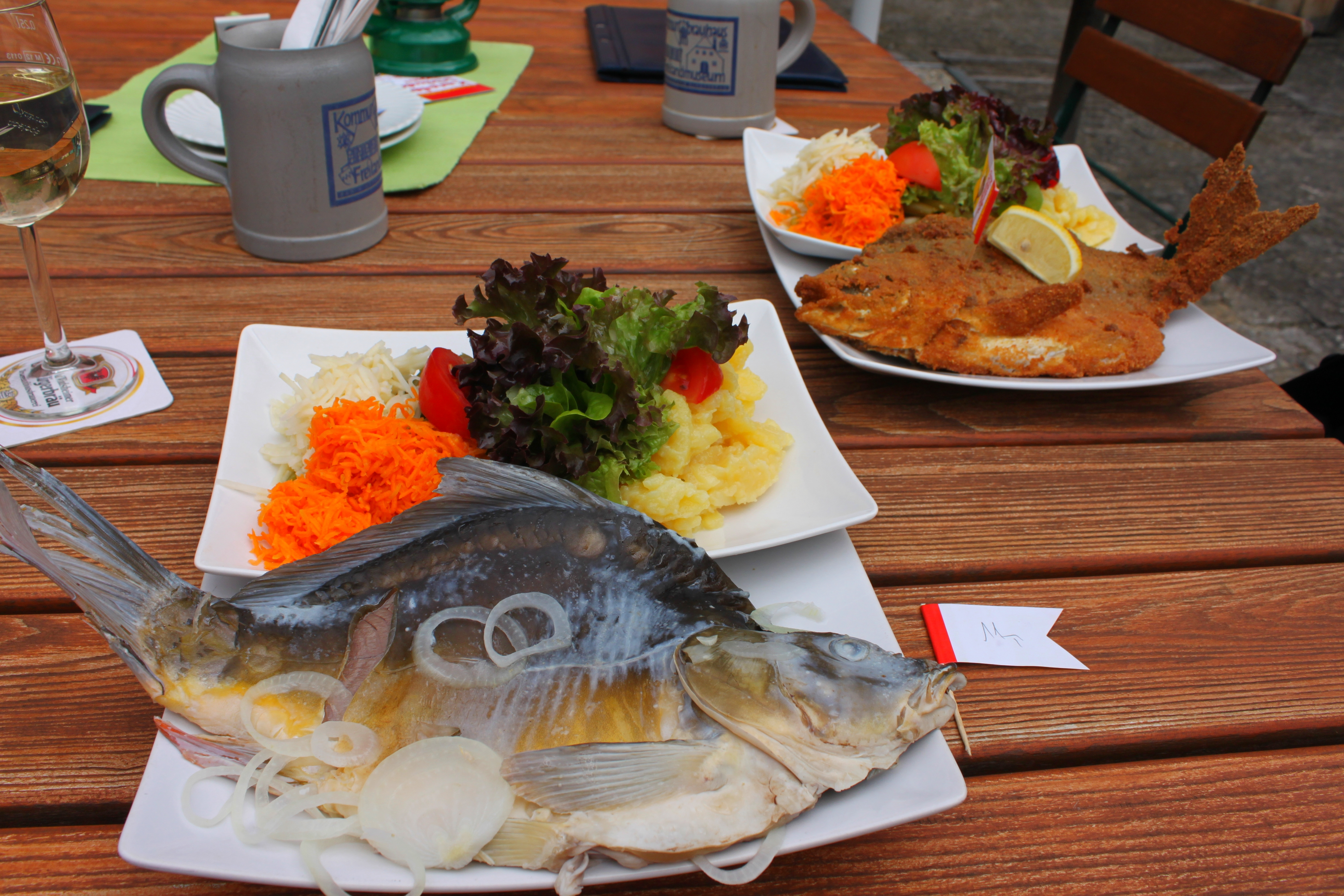
Fränkischer Karpfen und Weißwein

Traditionell spielt die Lage für den Frankenwein eine ebenso große Rolle wie der Winzer. Da die Lageangaben für Laien außerhalb Frankens aber nur wenig aussagekräftig sind, wurde in letzter Zeit versucht, den Wein auch unter bestimmten Markennamen zu verkaufen. Ein Beispiel hierfür ist der „Tilman“ der Winzergemeinschaft Franken (GWF). Dahinter verbergen sich unterschiedliche Weine und Schaumweine aus unterschiedlichen Lagen, teilweise auch von unterschiedlichen Rebsorten.
Das Erreichen der Trinkreife fränkischer Weine ist sehr unterschiedlich. Einfache Qualitätsweine und Kabinettweine sollten möglichst früh getrunken werden, da bei ihnen mit der Zeit die Säure abnimmt und die für Frankengewächse typische Frische verloren geht. Gute trockene Spätlesen, restsüße Weine und hochwertige Rotweine (z. B. aus dem Barriquefass) sollten frühestens ein bis zwei Jahre nach der Abfüllung geöffnet werden (viele kommen ohnehin erst nach einem Jahr in den Verkauf) und können bei ordentlicher Lagerung auch nach mehr als zehn Jahren noch hervorragend schmecken. Edelsüße Weine, vor allem aus den Rebsorten Silvaner, Riesling, Rieslaner und Scheurebe, können bei sehr guten Jahrgängen Jahrzehnte überdauern.

### Bocksbeutel
Der Bocksbeutel ist die typische und bekannte Flaschenform für qualitativ höherwertige Frankenweine. Er ist auch in Portugal gebräuchlich. Etwa 30 % aller Weine aus Franken werden in diese Flasche gefüllt. Der Glaskörper ist flach und bauchig und besitzt nur einen kurzen Hals. Die Herkunft des Namens ist nicht abschließend geklärt; als wahrscheinlich gilt, dass die Ähnlichkeit der Flaschenform mit dem Hodensack des Ziegenbocks eine Rolle spielt. Weitere Herleitungen gehen von „Bauch-Buddel“ oder „Buch-Beutel“ aus. Eine andere Interpretation führt die Form auf eine Weiterentwicklung der Feldflaschen zurück.
Auf dem Etikett ist der Name des Erzeugers oder Händlers angegeben. Ein verliehenes oder auch selbst konstruiertes Wappen gehört zum typischen Design. Die amtliche Prüfnummer gibt Aufschluss über den Händler und das Jahr der Abfüllung. Weiter sind die Lage, die Rebsorte und der Rang des Weines aufgeführt.
Seit 1989 ist der Bocksbeutel in der EU geschützt und darf nur noch für fränkische Weine verwendet werden. Ausnahmen bilden lediglich die Region Tauberfranken im Weinanbaugebiet Baden, das Rebland Baden-Baden mit den „Bocksbeutelortschaften“ Steinbach (einschließlich Ortsteil Umweg), Varnhalt und Neuweier. Zudem darf in Portugal eine Flasche mit ähnlicher Form verwendet werden.
Ende 2015 stellte der Fränkische Weinbauverband den neu gestalteten „Bocksbeutel PS“ von Designer Peter Schmidt vor, der die bisherigen Flaschen langfristig ablösen soll. Die flache, bauchige Form blieb erhalten, die Kanten aber wurden eckiger.

### Rebsorten
Die deutschen Weinbaugebiete werden meist vom Riesling dominiert (22 %), das gilt aber nicht für Franken, das auch hier eine Ausnahme bildet. Hier ist der Silvaner die wichtigste Rebsorte und gilt als typischer Frankenwein. Die erste Pflanzung in Franken kann urkundlich für das Jahr 1659 belegt werden (siehe: Steigerwald). Um angesichts der klimatischen Schwierigkeiten bessere Erträge zu erreichen, wurden im 20. Jahrhundert große Flächen mit Müller-Thurgau bestockt – die Rebsorte feierte 2013 hundertjähriges Bestehen in Franken. Sie war zwischenzeitlich (bis 2018) die häufigste Sorte, der Anteil ist insgesamt seit einigen Jahren wieder rückläufig.
Weitere traditionelle Rebsorten sind Kerner und Scheurebe. Der Kerner ist dem Silvaner ähnlich; er ist widerstandsfähig gegen die mitunter strengen Winterfröste Frankens. Die Scheurebe verträgt gut Trockenheit und kalkhaltigen Boden, was beides weithin für Franken zutrifft.
| Führende Rebsorten in Franken | Führende Rebsorten in Franken | Führende Rebsorten in Franken | Führende Rebsorten in Franken | Führende Rebsorten in Franken |
| Rang                          | Sorte                         | Farbe                         | Flächenanteil 2021 (%)        | Flächenanteil 2015 (%)        |
| ----------------------------- | ----------------------------- | ----------------------------- | ----------------------------- | ----------------------------- |
| 1                             | Grüner Silvaner               | weiß                          | 24,7                          | 23,4                          |
| 2                             | Müller-Thurgau                | weiß                          | 23,0                          | 27,1                          |
| 3                             | Bacchus                       | weiß                          | 12,0                          | 12,0                          |
| 4                             | Riesling                      | weiß                          | 5,5                           | 5,4                           |
| 5                             | Domina                        | rot                           | 4,9                           | 5,4                           |
| 6                             | Spätburgunder                 | rot                           | 4,7                           | 4,4                           |
| 7                             | Weißer Burgunder              | weiß                          | 3,6                           | 2,7                           |
| 8                             | Scheurebe                     | weiß                          | 3,1                           | 2,4                           |
| 9                             | Kerner                        | weiß                          | 2,6                           | 3,1                           |
| 10                            | Dornfelder                    | rot                           | 2,1                           | 2,4                           |
| 11                            | Regent                        | rot                           | 2,0                           | 2,2                           |
| 12                            | Schwarzriesling               | rot                           | 1,1                           | 1,3                           |
| 13                            | Portugieser                   | rot                           | 0,7                           | 0,9                           |

### Rotwein

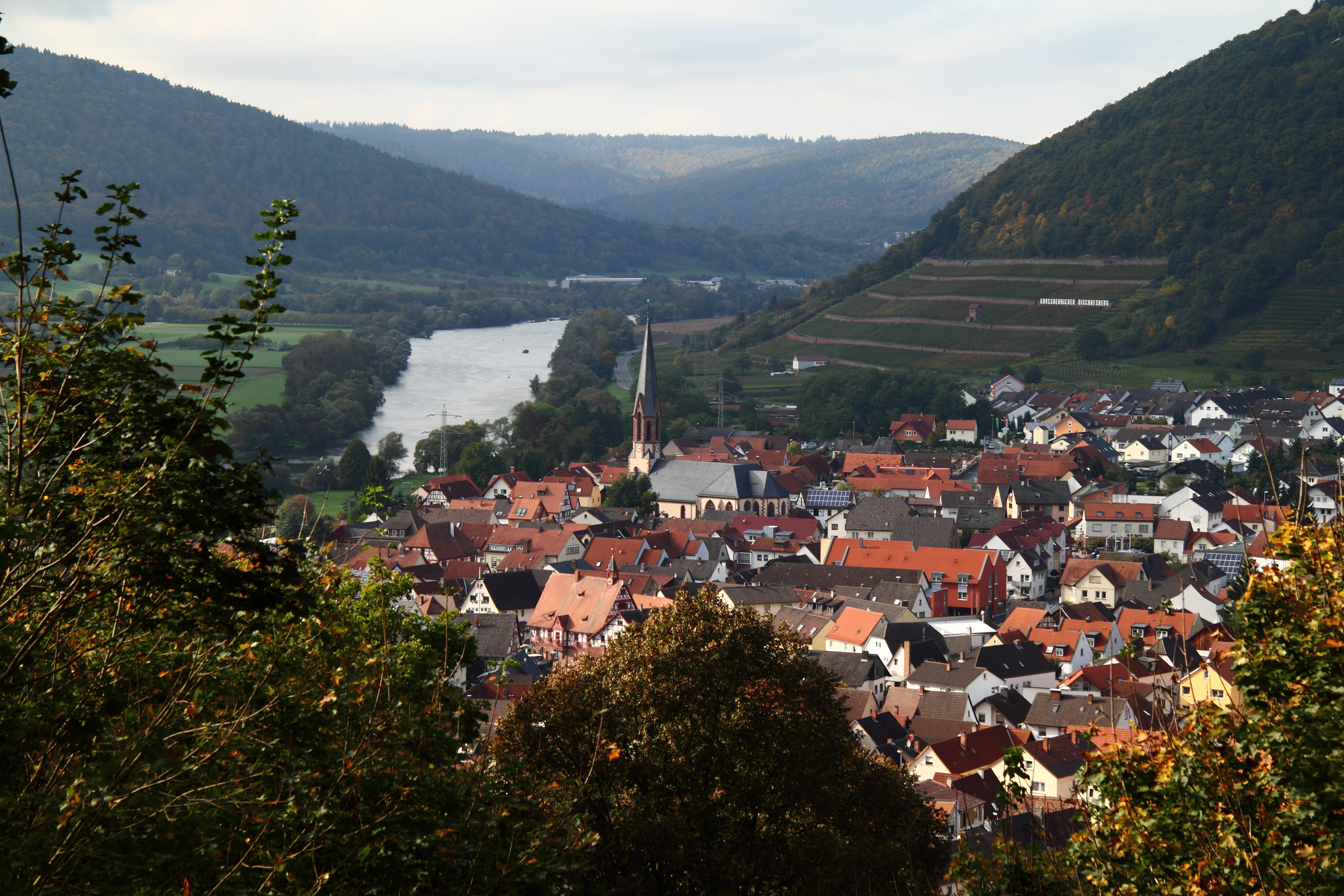
Großheubach im Rotweingebiet

Der westliche Rand des Mainvierecks ist das einzige traditionelle fränkische Rotweingebiet. Neuerdings wird infolge der Klimaerwärmung auch in anderen Teilen Weinfrankens Rotwein angebaut, wobei insbesondere der Spätburgunder eine hervorragende Qualität besitzt, die teilweise an französische Spitzenweine reicht.
„Seit Jahren werden auf den Buntsandsteinböden sowie den Verwitterungsböden des Urgesteins vor allem Früh- und Spätburgunder von oft hoher Qualität angebaut. Als beste Lagen gelten der Centgrafenberg in Bürgstadt und der Schlossberg in Klingenberg am Main. Die dort produzierten Rotweine können sich mit nationalen und internationalen Burgundern messen.“
Im Westen des Mainvierecks waren die klimatischen und geologischen Bedingungen von alters her besonders geeignet für den Anbau von Rotwein. Auf den dort vorhandenen Buntsandsteinböden werden deshalb seit Jahren vor allem Frühburgunder und Spätburgunder angebaut. Als beste Lagen gelten der Centgrafenberg in Bürgstadt und der Schlossberg in Klingenberg am Main. Das fränkische Rotwein-Anbaugebiet zwischen Großwallstadt und Bürgstadt ist seit dem Jahre 1990 durch den rund 79 km langen Fränkischen Rotweinwanderweg touristisch erschlossen. Die Region ist auch unter dem Namen Churfranken bekannt.

### Sekt
Bis zum Ende des 20. Jahrhunderts wurde nur vereinzelt fränkischer Sekt hergestellt, so von der Sektkellerei J. Oppmann in Würzburg; danach im breiteren Umfang, vom einfachen Secco bis zum Sekt in traditioneller Flaschengärung nach dem handgerüttelten Champagnerverfahren mit der Geschmacksstufe brut (sehr trocken, 6 bis 12 g/l Restzucker) und extra brut (0 bis 6 g/l Restzucker). Als Rebsorte dient insbesondere Silvaner oder beispielsweise auch Kerner. Besonders hervorzuheben ist das Fürstlich Castell’sche Domänenamt.

### Weingüter, Winzer und Genossenschaften
Bekannte Spitzenweingüter sind das Weingut Horst Sauer in Escherndorf, das in der London International Wine and Spirit Competition 2004 die Auszeichnung Bester Weißweinproduzent weltweit erhielt und das Fürstlich Castell’sche Domänenamt in Castell. Drei der größten deutschen Weingüter befinden sich in Würzburg. Das kleinste von ihnen ist das bekannte Bürgerspital, das zweitgrößte deutsche Weingut das Juliusspital und das drittgrößte der Staatliche Hofkeller. Dieser stand allerdings über Jahrzehnte in Kritik. (Bild Weinkeller: siehe Frankenwein)
Den größeren Teil der Rebfläche bewirtschaften Selbstvermarkter, die die Vinifizierung im eigenen Betrieb mit eigener Kellertechnik durchführen. In Franken gibt es viele Kleinstwinzer. 2916 Betriebe hatten sich zu Genossenschaften zusammengeschlossen, da die Investitionen für Kellertechnik und Vermarktung in dieser Größe nur im Verbund zu bewältigen sind. Die größte Genossenschaft ist die Winzergemeinschaft Franken (GWF) mit etwa 1400 ha Rebfläche, die älteste die 1901 gegründete Winzergenossenschaft Sommerach.

## Weinbaubereiche

### Alte Einteilung
Das Weinbaugebiet Franken wurde bis einschließlich 2016 in drei große Weinbaubereiche mit unterschiedlichen Bodenformationen unterteilt. Der Verlauf des Mains bildet unmittelbar hintereinander zwei klare geometrische Figuren, was zumindest bei bekannteren Flüssen einmalig in der Welt ist. Von West nach Ost (mainaufwärts) folgt nach dem Mainviereck mit Buntsandstein das Maindreieck mit Muschelkalk, während im Steigerwald Keuper vorherrscht. Die früheren Bereiche trugen die entsprechenden geografischen Bezeichnungen:
- Bereich Mainviereck (Buntsandstein)

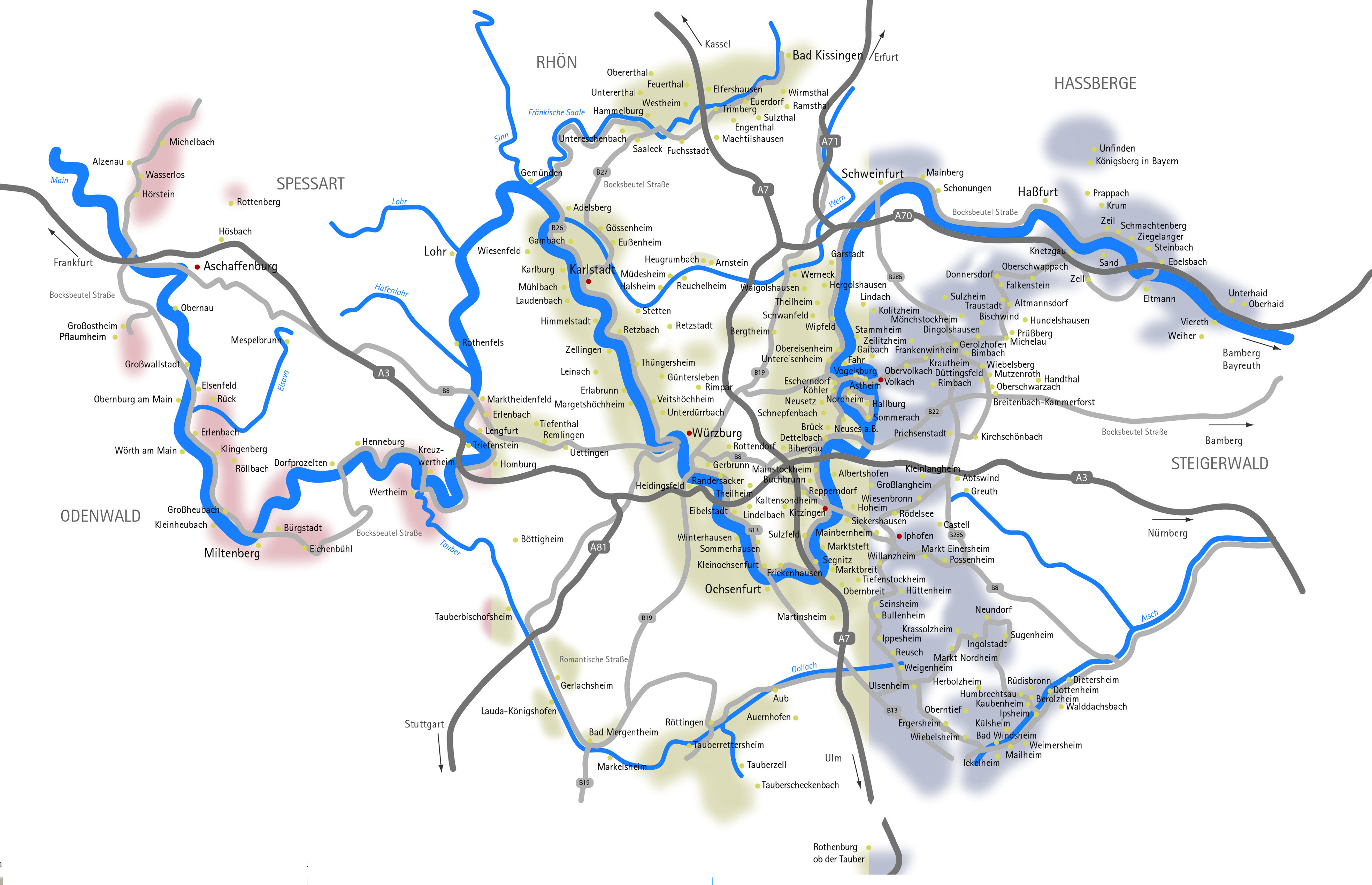
Weinbaugebiet Franken mit den drei geografischen Regionen (von West nach Ost):
Mainviereck (rot/Buntsandstein), Maindreieck (gelb/Muschelkalk), Steigerwald (violett/Keuper)

- Bereich Maindreieck (Muschelkalk)
- Bereich Steigerwald (Keuper)

### Neue Einteilung
Die drei großen Bereiche wurden Anfang 2017, auch unter den Aspekten des Tourismus und der Vermarktung, in zwölf neue Bereiche unterteilt. Die Bereiche erhielten teilweise neu eingeführte Namen ohne historischem Bezug, wie Weinpanorama Steigerwald oder touristische Bezeichnungen wie Mittelfränkische Bocksbeutelstraße. Die Bereiche durchschneiden öfters zusammenhängende Landschaften, in zwei Fällen auch das Gebiet einer Großgemeinde (Iphofen und Seinsheim) und in zwei weiteren Fällen das Gebiet von historischen Einzelgemeinden bzw. einzelner Gemarkungen (Rödelsee und Abtswind). Ippesheim und Weigenheim dürfen wahlweise zwei Bereichen zugeordnet werden (S 4 oder S 5)¹. Die neuen Bereiche nehmen jedoch Bezug auf die vormaligen drei großen Bereiche und gliedern diese weiter auf, nachfolgend mainaufwärts bzw. beim Steigerwald von Nord nach Süd aufgeführt:
| - Mainviereck - Bereich Alzenauer Weinregion (V 1)¹ - Alzenau und Main bei Aschaffenburg - Bereich Churfranken (V 2)¹ - Westliches Mainviereck - Bereich Main Himmelreich (V 3)¹ - Südöstliches Mainviereck - Maindreieck - Bereich Frankens Saalestück (D 1)¹ - Fränkische Saale - Bereich Mittelmain (D 2)¹ - Wern und nordwestliches Maindreieck von Gemünden bis Veitshöchheim - Bereich Main Süden (D 3)¹ - Südliches Maindreieck von Würzburg bis Kitzingen und unterfränkisches Taubertal - Bereich Volkacher Mainschleife (D 4)¹ - Östliches Maindreieck von Dettelbach bis Schweinfurt - Steigerwald - Bereich Abt Degen Weintal (S 1)¹ - Maintal von Haßfurt bis Bamberg, einschließlich näherer Umgebung in Haßbergen und Steigerwald - Bereich Weinpanorama Steigerwald (S 2)¹ - Nördlicher Steigerwaldtrauf, von Donnersdorf bis zu einem Teilgebiet von Abtswind² - Bereich Schwanberger Land (S 3)¹ - Mittlerer Steigerwaldtrauf, von einem Teilgebiet von Abtswind² bis Seinsheim², Ortsteil Tiefenstockheim - Bereich Weinparadies (S 4)¹ - Südlicher Steigerwaldtrauf, ab Willanzheim und Seinsheim², Ortsteil Seinsheim bis Weigenheim³ - Bereich Mittelfränkische Bocksbeutelstraße (S 5)¹ - Innerer Steigerwald und mittelfränkisches Taubertal ¹ Abkürzung der Bereiche in der Liste: Rebflächen aller Gemeinden mit Weinbau ² Abtswind und Seinsheim werden zwei Bereichen zugeordnet ³ Weigenheim kann wahlweise zu S 4¹ oder S 5¹ gerechnet werden |

### Bereiche angrenzender Weinbaugebiete
Die 13 deutschen Bestimmten Anbaugebiete richten sich in ihren Außengrenzen vorrangig nicht nach den natürlichen Grenzen der Landschaften, sondern nach den politischen Grenzen der Bundesländer. Deshalb wurden zwei Bereiche, die landschaftlich und vom Charakter des Weins mit dem Weinbaugebiet Franken eine Einheit bilden oder ihm ähnlich sind, aber jenseits der bayerischen Grenze liegen, anderen Weinbaugebieten zugeteilt. Im ersten nachfolgend beschriebenen Bereich darf trotzdem der Bocksbeutel verwendet werden, im zweiten trotz örtlicher Bemühungen nicht.

#### Tauberfranken

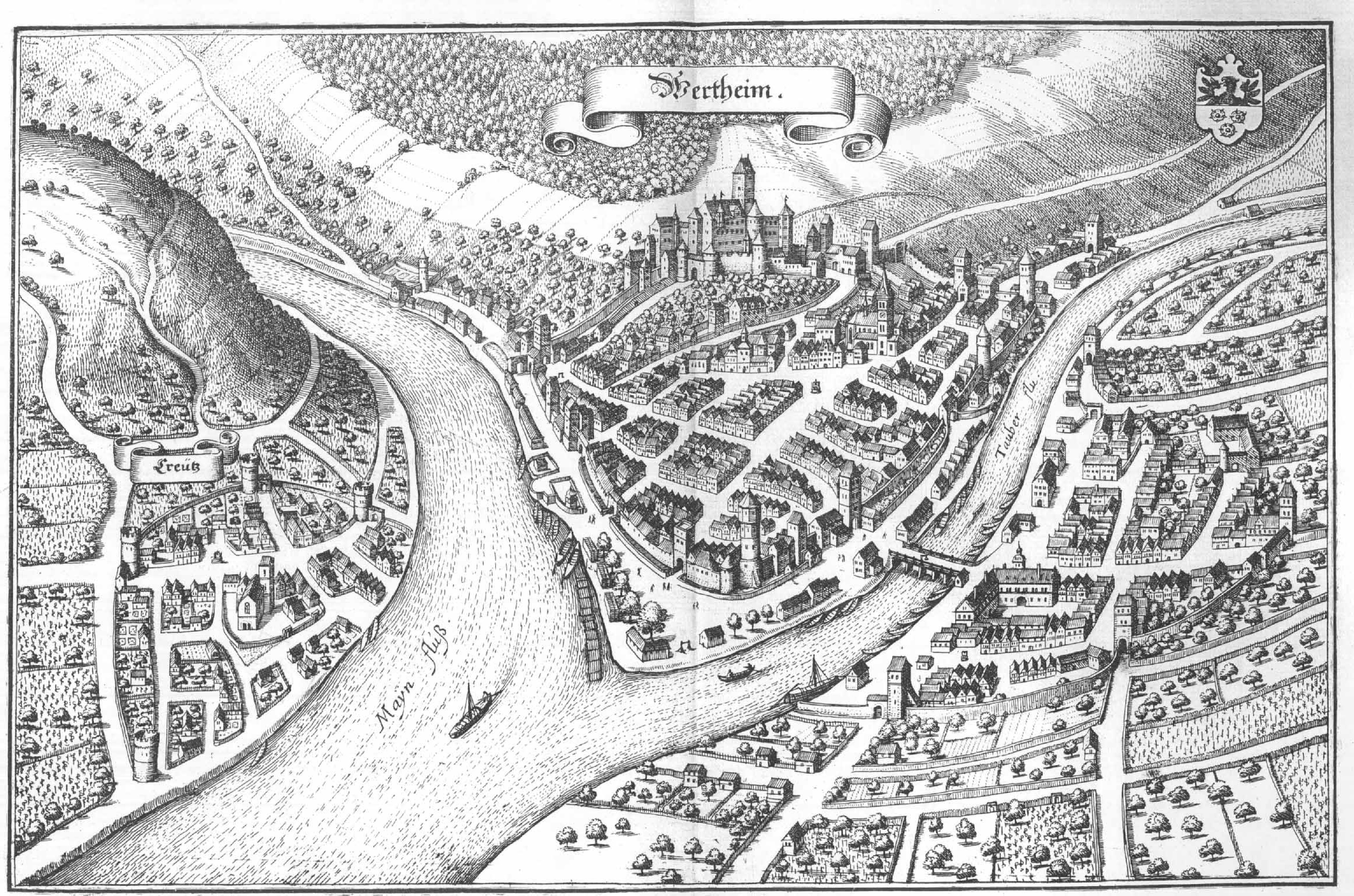
Wertheim von Merian (1656) mit Weinbergen. Heute: Weingebiet Baden rechts des Mains und Franken links

Die geografisch zusammenhängende Weinregion im Tal der Tauber wurde entsprechend der Grenze zwischen Bayern und Baden-Württemberg dem Weinanbaugebiet Franken bzw. dem Weinanbaugebiet Baden zugeteilt.
Innerhalb des Weinbaugebietes Franken wurde das Taubertal wiederum zwei Bereichen zugeteilt. Der unterfränkische Teil gehört zum 2017 neu geschaffenen Bereich Main Süden (D 3¹) und das zu Mittelfranken gehörende Taubertal zum Bereich Mittelfränkische Bocksbeutelstraße (S 5¹).
Innerhalb des Weinbaugebietes Baden bildet das Taubertal den eigenen Bereich Tauberfranken. Am bekanntesten ist hier der Weinort Beckstein mit seiner Großlage Tauberklinge, deren Wein in Bocksbeuteln bundesweit angeboten wird.

#### Umstadt
Unweit westlich des Mainvierecks, nur 8 km hinter der bayerischen Grenze, liegt am Nordrand des Odenwalds die sogenannte Odenwälder Weininsel um Groß-Umstadt. Sie wurde dem Weinbaugebiet Hessische Bergstraße zugeteilt und bildet wegen ihrer isolierten wie auch artfremden Lage den eigens geschaffenen Bereich Umstadt mit 72 ha (2014) Rebfläche. Der Wein hat fränkischen Charakter. „Der Wein an der Bergstraße schmeckt anders […] Wenn wir keine Hessen wären, wären wir Franken“. Es gab vergebliche örtliche Bemühungen, Umstadt dem Weinbaugebiet Franken zuzuordnen.

## Gesamtübersicht des Weinbaus in Bayern

### Baierwein

Altbayern in rot: hier angebauter Wein wird als Baierwein bezeichnet

Die restlichen kleineren Rebflächen Bayerns außerhalb der beiden Bestimmten Anbaugebiete in Franken und am Bodensee (siehe nachfolgende Liste) werden als Weinbau in Baiern (Altbayern) mit dem Überbegriff Baierwein zusammengefasst. Der Schwerpunkt des Baierweins, das sogenannte Landweingebiet Regensburg, liegt an der Donau an den südwestlichen Abhängen des Bayerischen Waldes. Früher wurde an der Donau noch im größeren Maße als heute Weinbau betrieben, zudem auch an Altmühl, Isar und Salzach. Heute zählen zum Baierwein außerhalb des Landweingebiets Regensburg nur noch nennenswerte Kleinflächen in Thurmansbang im südlichen Bayerischen Wald auf 500 m ü. NN.

### Liste der Rebflächen in Bayern
| Gebiet/Bereich               | Rebfläche Hektar (2021) | Zugehörigkeit             | Qualitätsstufe des Anbaugebietes |
| ---------------------------- | ----------------------- | ------------------------- | -------------------------------- |
| Anbaugebiet Franken          | 6.304                   | Anbaugebiet Franken       | (1)                              |
| Bereich Bayerischer Bodensee | 75                      | Anbaugebiet Württemberg   | (1)                              |
| Landweingebiet Regensburg    | 6                       | Landweingebiet Regensburg | (2)                              |
| Restlichen Rebflächen        | 29                      | –                         | (3)                              |
| Gesamtrebfläche              | 6.414                   |                           | (1 – 3)                          |

Qualitätsstufen der Anbaugebiete: neben dem erzeugten Wein an sich werden international auch die geografischen Weinanbauregionen in Qualitätsstufen eingeteilt, in Deutschland in folgende drei:
- Bestimmtes Anbaugebiet (1)
- Landweingebiet (2)
- Weinbau ohne geschützte Herkunft (3)

## Beschreibung des Anbaugebiets Franken

### Mainviereck
Das Mainviereck umgibt den Naturpark Spessart. Die weiter westlich am Main gelegenen Weinberge jenseits der bayerischen Grenze in Hessen, wie beispielsweise im Osten Frankfurts, gehören zum Weingebiet Rheingau. Die Weinberge entlang des Mains liegen weit verteilt und sind oft sehr klein, sodass nur wenig Wein produziert wird, der meist das Anbaugebiet nicht verlässt. Der Weinbau konzentriert sich auf die Westseite des Mainvierecks, während er auf der Südseite und dem südlichsten Bereich der Ostseite nur vereinzelt zu finden ist. Der übrige, weitaus größte Teil der Ostseite des Vierecks ist frei vom Weinbau.
Die Westseite des Mainvierecks ist die einzige Region Frankens mit längerer Rotwein-Tradition (siehe: Rotwein). Der nördlichste Weinort am Mainviereck ist das zu Alzenau gehörende Michelbach, es ist aber nicht der nördlichste Weinort Frankens (siehe: Überblick). Aschaffenburg besitzt nur drei kleine Einzellagen, die keiner Großlage angehören. Erste größere Weinberge beginnen erst 20 km südlich von Aschaffenburg, in Erlenbach am Main. Wichtige Weinorte sind zudem Bürgstadt, Großheubach und Klingenberg (siehe: Rotwein). An der Südostecke des Mainvierecks liegt Homburg am Main mit der bekannten Weinlage Kallmuth. In Erlenbach am Main begann 1954 die Flurbereinigung der Weinberge Frankens. (Siehe auch: Flurbereinigung der Weinberge).

Mainviereck
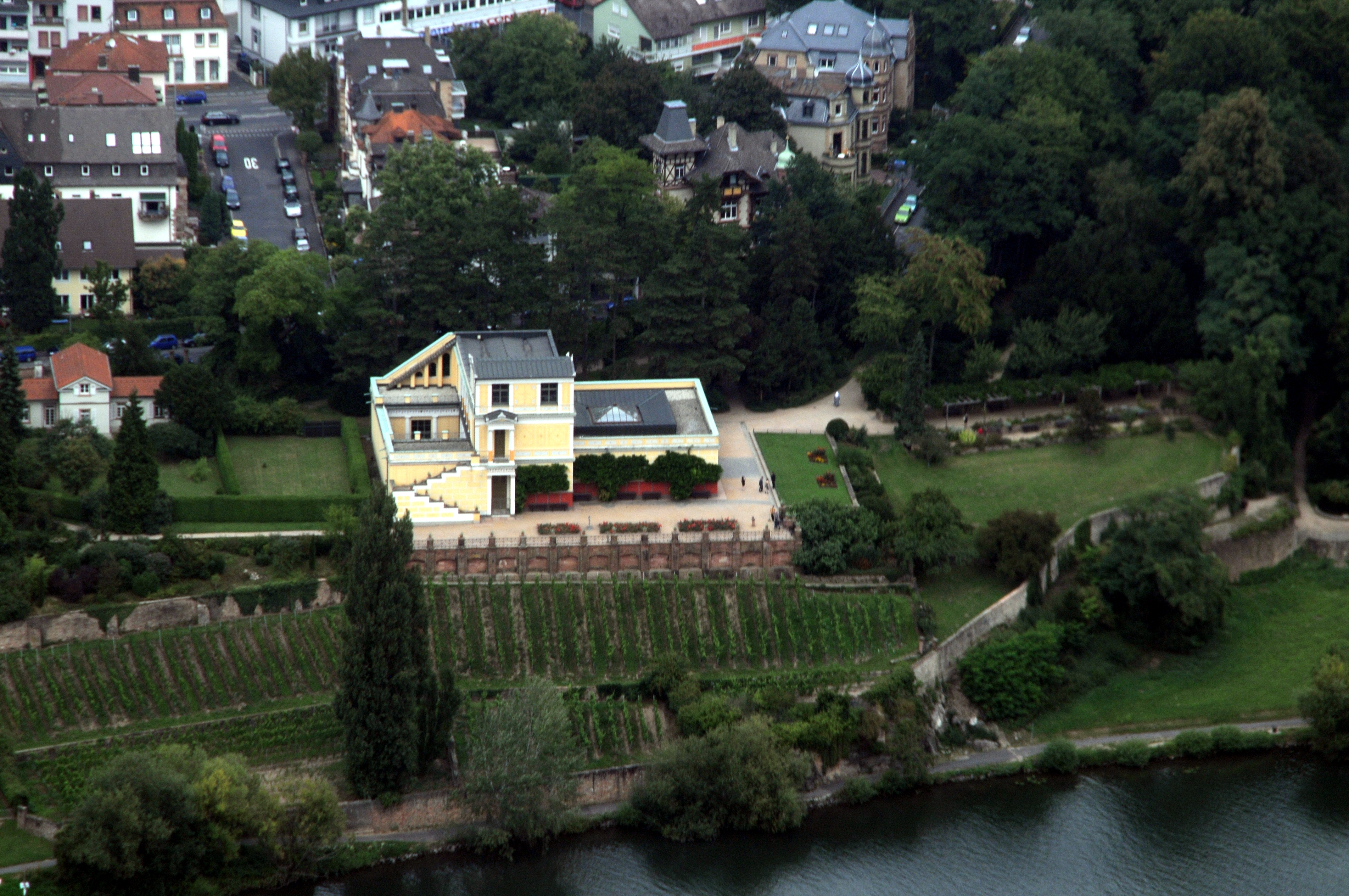
Pompejanum in Aschaffenburg, Lage: Pompejaner
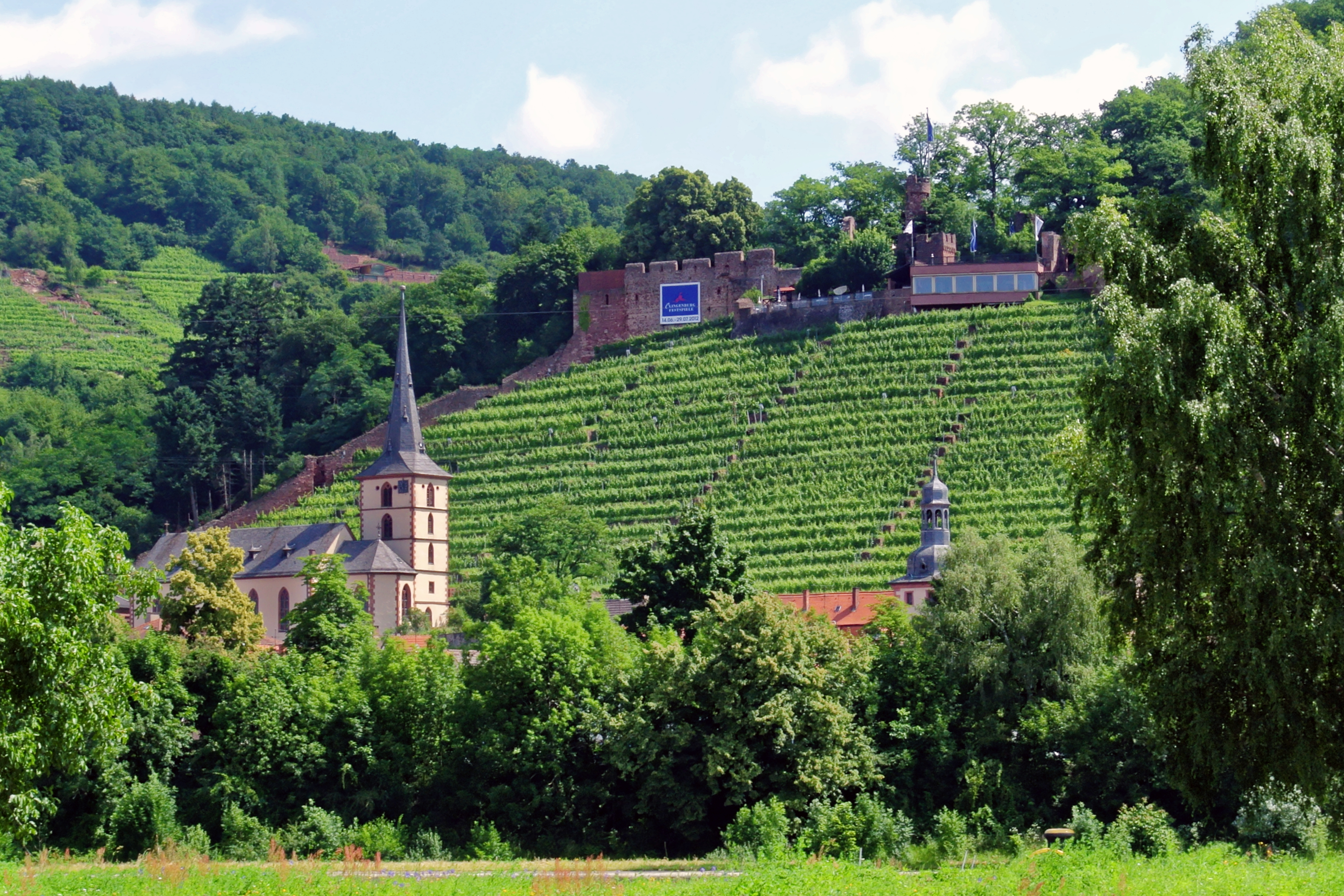
Klingenberg am Main, Lage: Schlossberg
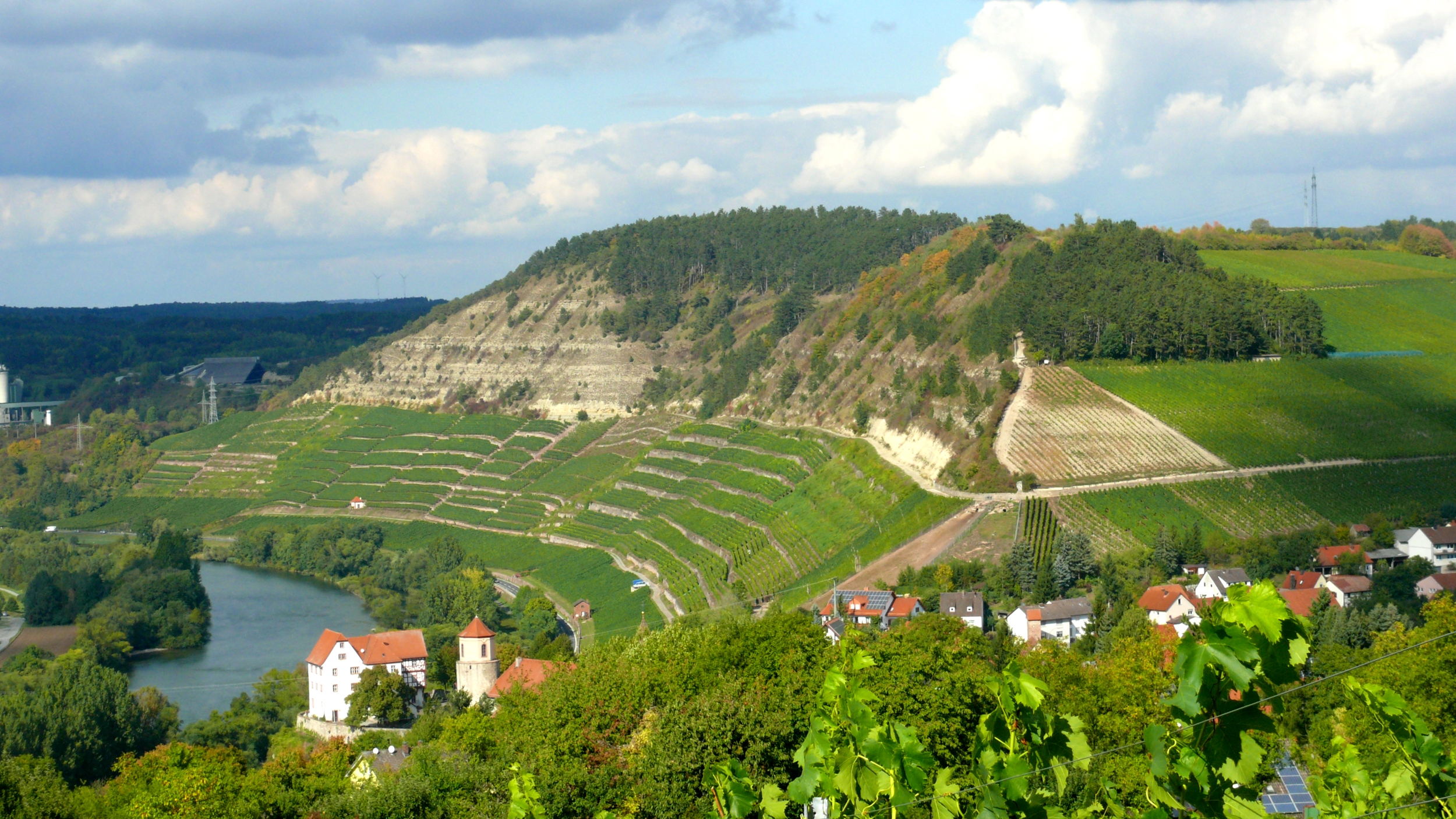
Homburg am Main, Lage: Kallmuth

### Maindreieck
Im Maindreieck wird, teilweise im Steillagenweinbau, insbesondere Silvaner angebaut, inzwischen auch Rotweine (siehe: Rotwein). Das Maindreieck bildet den Kernraum des Fränkischen Weinbaugebietes mit seinen Schwerpunkten um Würzburg und um die Volkacher Mainschleife (Foto: siehe Artikelanfang). Am und im Maindreieck liegen die beiden größeren Seitentäler des Mains, der Fränkischen Saale und der Wern, wo ebenfalls Weinbau betrieben wird.
In Veröffentlichungen wird öfters erwähnt, dass das Maindreieck zusammen mit Saale und Wern einer Weintraube ähnelt (siehe auch obere Karte).
„Wie um das Weinland Franken für alle Zeiten als solches in der Geographie festzuschreiben, ergab es sich hierbei, daß das Maindreieck zusammen mit der Fränkischen Saale und dem Oberlauf der Wern die deutliche Form einer Weintraube in die Landkarte zeichneten.“
Der Beginn des Maindreiecks um Karlstadt wird landschaftlich von Muschelkalk geprägt mit zwischen Felsen gelegenen kleineren Weinbergen, die der Weinbergs-Flurbereinigung entgingen, teilweise mit außergewöhnlichen „Fischgrätenweinbergen“, mit diagonalen, gegenläufigen Naturstein-Stützmauern. Am westlichen Arm des Maindreiecks liegt der Würzburger Talkessel. Einstmals gab es im Stadtgebiet bis über 160 Einzellagen. Heute sind es noch sieben, die zur Großlage Marienberg gehören (siehe: Einführung der Großlagen). Der Würzburger Stein ist seit Jahrhunderten bekannt. Er war der Lieblingswein Goethes („kein anderer will mir schmecken“), der enorme Mengen Wein, bevorzugt aus Franken, trank. Allein 1821 ließ er sich 700 Liter von einer Schweinfurter Weinhandlung liefern. Am östlichen Arm des Maindreiecks bildet die Weininsel in der Volkacher Mainschleife mit rund 750 ha die größte zusammenhängende Rebfläche Frankens und mit 12 % der gesamten Fläche des Weingebiets. Allein rund 450 ha fallen hiervon auf die größte Weinbaugemeinde des Weingebiets Franken, Nordheim am Main. Auf der Insel mit ausgeglicheren Verhältnissen als in anderen Bereichen Frankens gibt es auch äußerst ungewöhnliche Weinberge in Nordlage aufgrund des besonderen Mikroklimas.
Wichtige Weinorte im Maindreieck, mit zum Teil bekannten Einzellagen, sind mainaufwärts unter anderem: Thüngersheim (Ravensburg), Würzburg (Stein und Innere Leiste), Randersacker (Ewig Leben), Eibelstadt, Sommerhausen, Frickenhausen am Main, Sulzfeld am Main, Dettelbach, Neuses am Berg (Neuseser Glatzen), Sommerach (Katzenkopf), Nordheim (Nordheimer Kreuzberg und Nordheimer Vögelein), Escherndorf (Escherndorfer Lump), Astheim (Astheimer Karthäuser), Volkach (Volkacher Ratsherr), Fahr am Main, Obereisenheim (Höll), Stammheim und Wipfeld (Zehntgraf). An der Fränkischen Saale ist Hammelburg (die älteste Weinstadt Frankens) und an der Wern ist Stetten ein Weinbauort.

Maindreieck
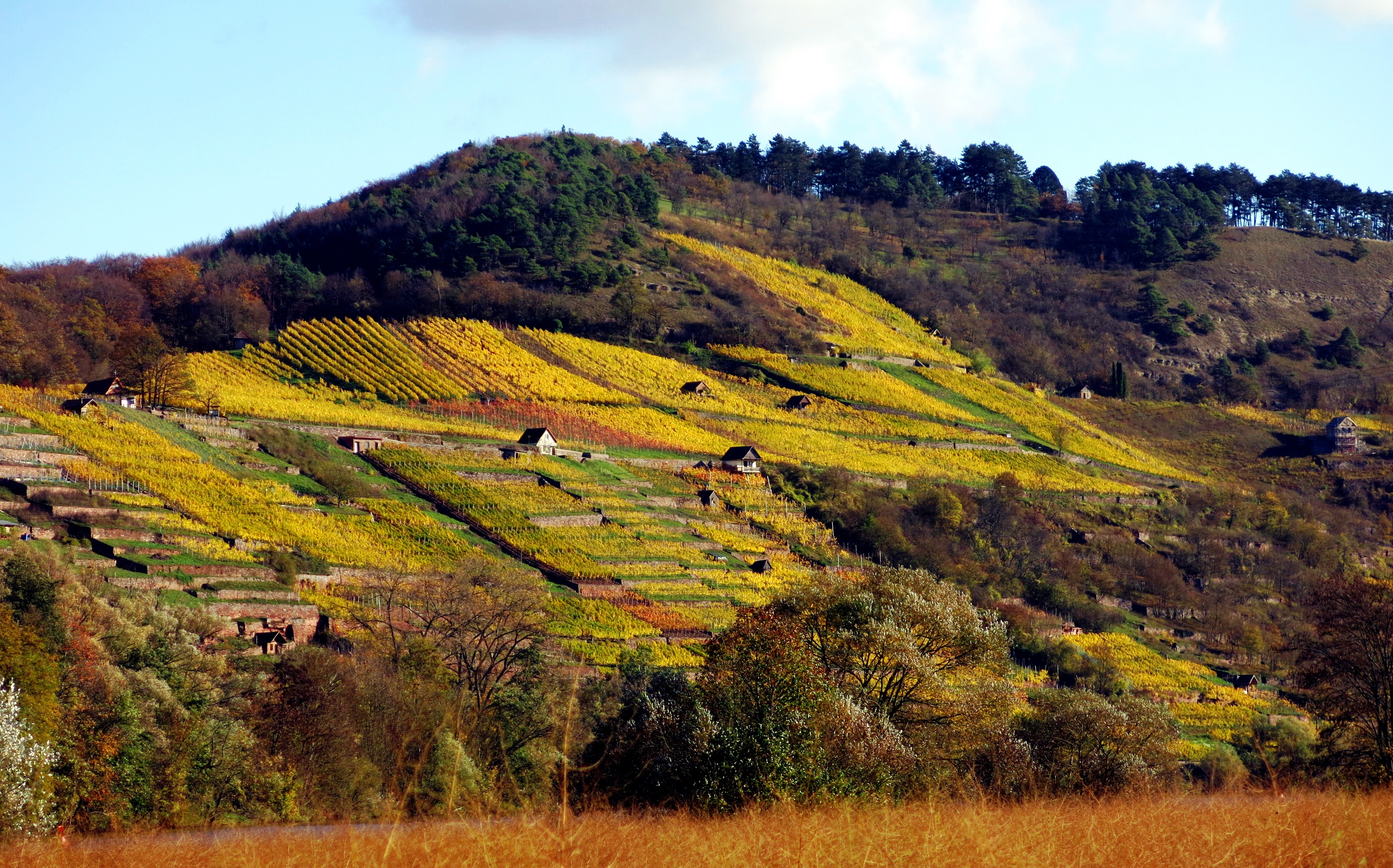
Anfang des Maindreiecks: Muschelkalk bei Karlstadt, Lage: Gambacher Kalbenstein
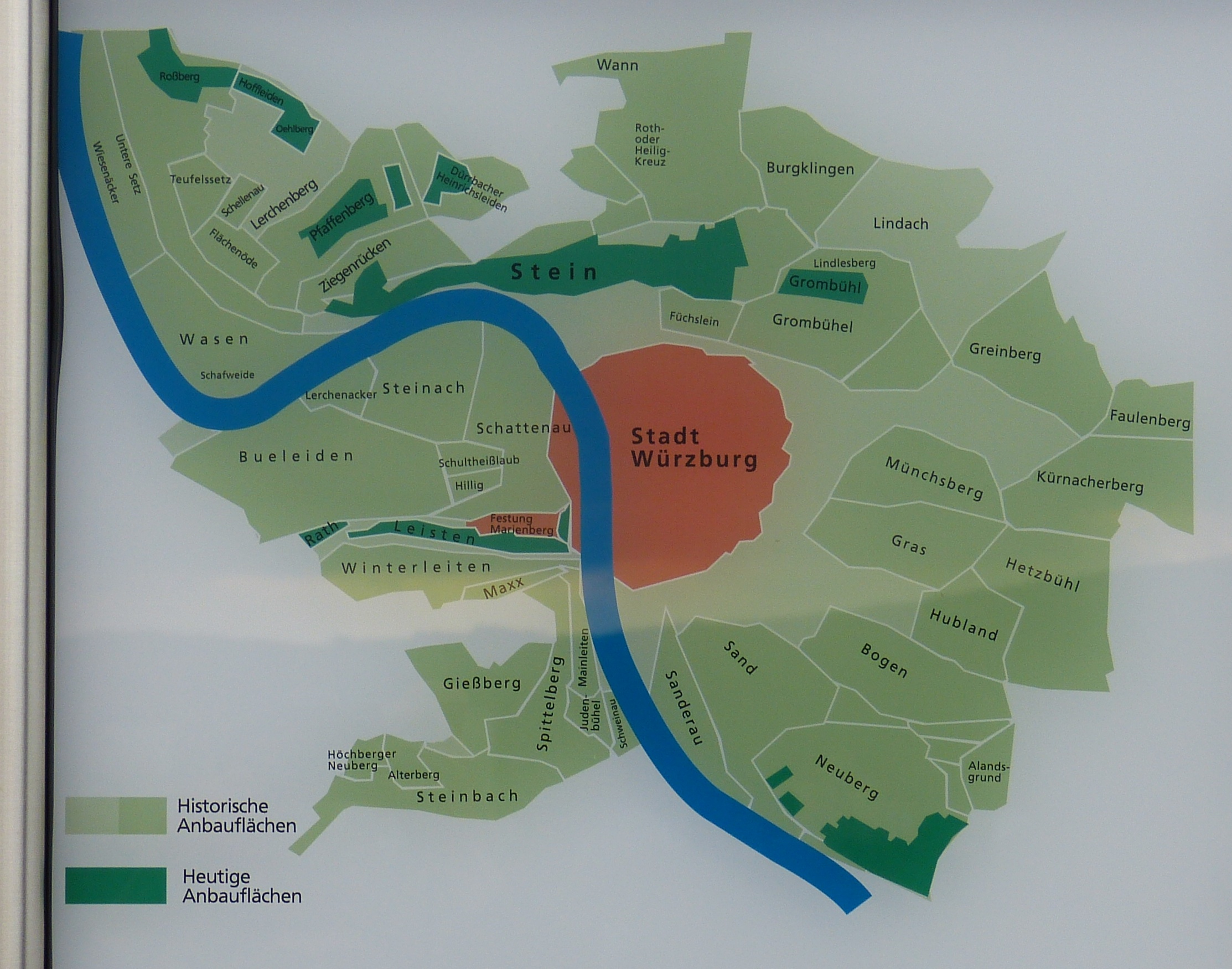
Würzburg mit historischen und heutigen Weinlagen
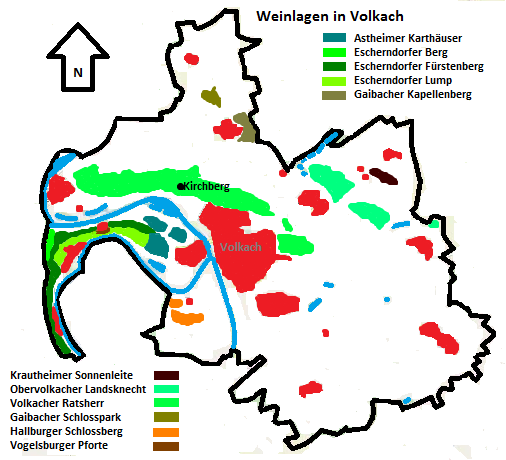
Volkacher Weinlagen
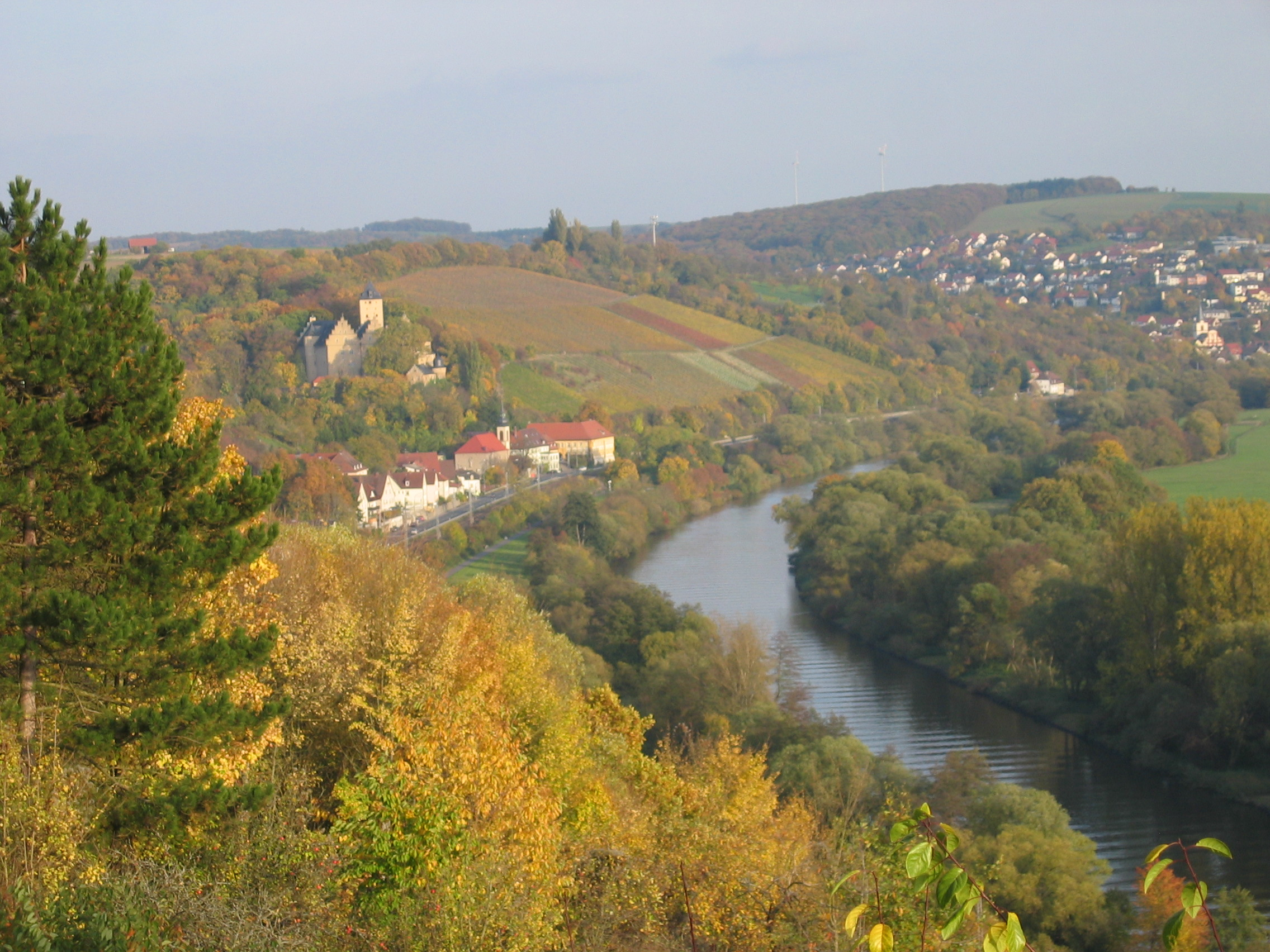
Ende des Maindreiecks: Schloss Mainberg bei Schweinfurt, Lage: Mainberger Schlossberg

### Steigerwald
Die Weinbauregion am Steigerwald umfasst in der Hauptsache den in Abwicklung ca. 90 km langen Steigerwaldtrauf, der im Westen zu den Mainfränkischen Platten mit dem Maindreieck abfällt. Der Steigerwaldtrauf liegt zwischen dem Main bei Zeil im Norden und der Windsheimer Bucht im Süden und gehört größtenteils zu Unterfranken.
Speziell im Gebiet der Gipskeuperböden um den Schwanberg am Steigerwald, wo sich in Iphofen der Hauptsitz der Knauf Gruppe mit einem Gipswerk befindet, werden ebenfalls sehr mineralstoffreiche Weine, vor allem Silvaner, produziert. Weinkritiker behaupten, dass an Maindreieck und Steigerwald die einzigen Gebiete Deutschlands seien, in dem der Silvaner bessere Ergebnisse hervorbringe als der Riesling. Die bedeutendsten Weinorte sind Iphofen (Julius-Echter-Berg), Rödelsee (Küchenmeister) und Castell (Schlossberg). Weitere bekannte Weinbaugemeinden sind, ebenfalls von Süd nach Nord: Ippesheim, Abtswind, Handthal (Stollberg), Zell am Ebersberg und Zeil am Main.

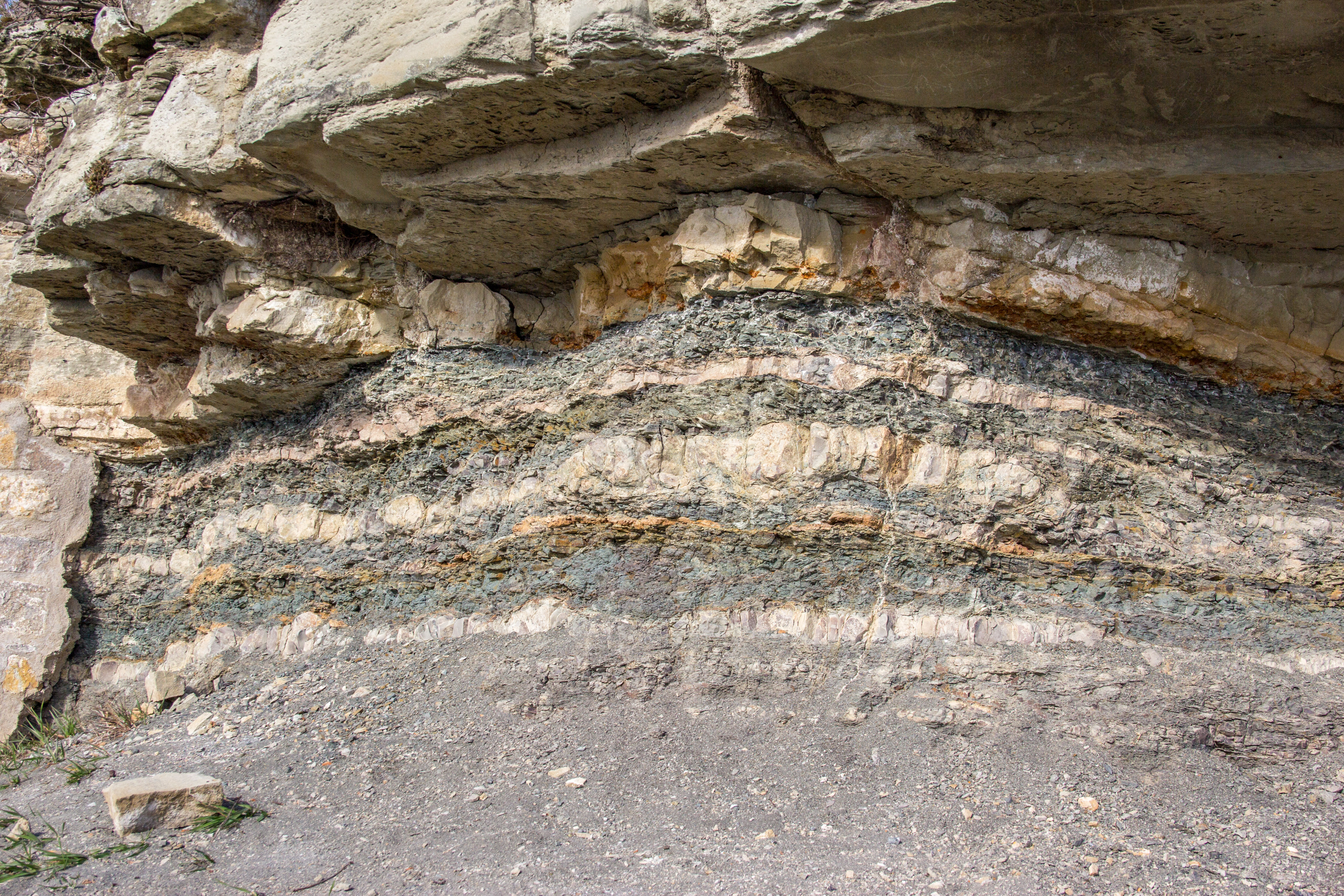
Gipskeuper am Schwanberg

In Castell wurde wahrscheinlich der erste Silvaner Frankens gepflanzt. In einer Urkunde ist der Verkauf von 25 Österreicher Fechser – ein Synonym für den Silvaner – belegt. In dem Schriftstück wird die Übergabe der Fechser am 5. April 1659 vom Wirt und Gerber Georg Krauß in Obereisenheim, damals gehörig zur Grafschaft Castell, an einen Casteller Amtsboten beschrieben. Ebenso ist erwähnt, dass die Fechser am darauffolgenden Tag, dem Mittwoch nach Ostern, in Castell gepflanzt wurden. Dieser älteste schriftliche Nachweis des Silvaners in Franken liegt im Casteller Archiv.

## Wein und Lebensart
Der Anbau von Wein hat auch die mainfränkische Lebensart mitgeprägt. Anders als in vielen anderen deutschen Regionen ist Wein dort ein Volksgetränk. Verständnis für Wein und die dazugehörige Lebensart sind deshalb auf volkstümliche Art seit langem verbreitet, im Gegensatz zum übrigen Deutschland, wo dies oft elitäre Züge trägt. In der Nachkriegszeit war in Franken der für den deutschen Geschmack aufgesüßte Massenwein verpönt und trockene Weine und Qualität bereits beliebt, lange bevor diese Entwicklung auch in anderen deutschen Weinbaugebieten im größeren Maße Einzug hielt.

### Weinfeste und Gastronomie
Zahlreiche Weinfeste finden in nahezu jedem Weinbauort einmal oder mehrmals im Jahr statt. Das größte dieser Feste ist das Fränkische Weinfest in Volkach. Auf einem Burgberg findet zweimal jährlich das Weinfest auf der Peterstirn in Schweinfurt statt.
Beliebt sind auch die Häcker- oder Heckenwirtschaften (in anderen Anbaugebieten Strauß- oder Besenwirtschaft genannt). In diesen dürfen jeweils mehrere Wochen im Jahr Winzer ihren eigenen Wein sowie kleinere Speisen verkaufen. Das ganze Jahr über wird dort Wein ausgeschenkt, im Frühherbst aber überwiegend frischer Bremser (Federweißer).
Viele Wein-Gasthöfe befinden sich in historischen Gebäuden, wie den Zehnthöfen, auch Zehntkeller genannt, so in Iphofen oder Nordheim (derzeit, 2018, geschlossen), ferner in historischen Altersheimen, den Spitälern wie Bürgerspital und Juliusspital in Würzburg, zudem in Burgen, wie beispielsweise der Hallburg bei Volkach und der Steinburg in Würzburg, auch in Schlössern, wie den Hotels Schloss Saaleck bei Hammelburg mit Weingut, Schloss Zeilitzheim im südlichen Landkreis Schweinfurt oder Schloss Frankenberg bei Uffenheim oder in alten Weingütern, wie in Frickenhausen am Main.

Weingastronomie in historischen Bauten
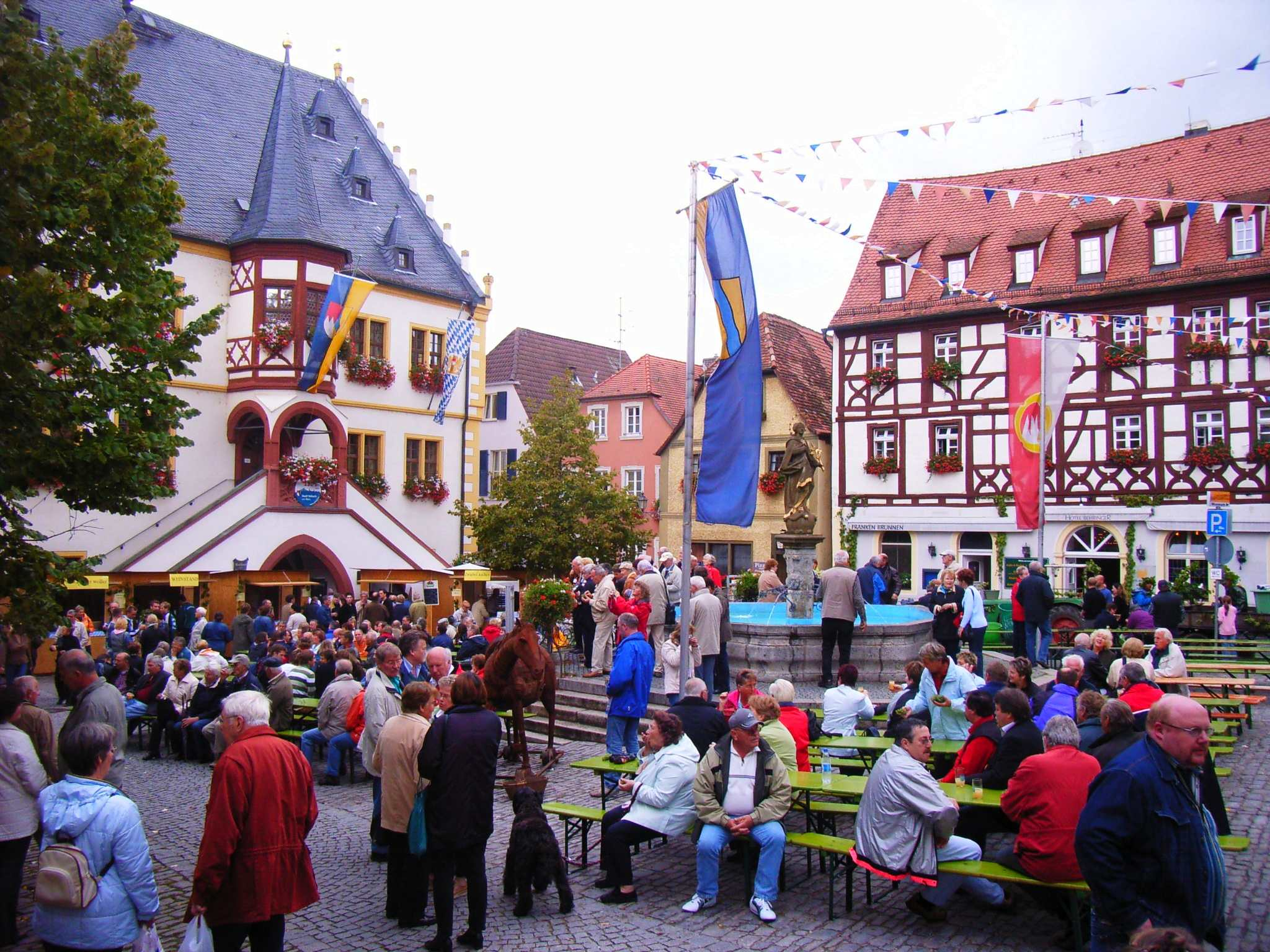
Weinverkostung am Volkacher Marktplatz
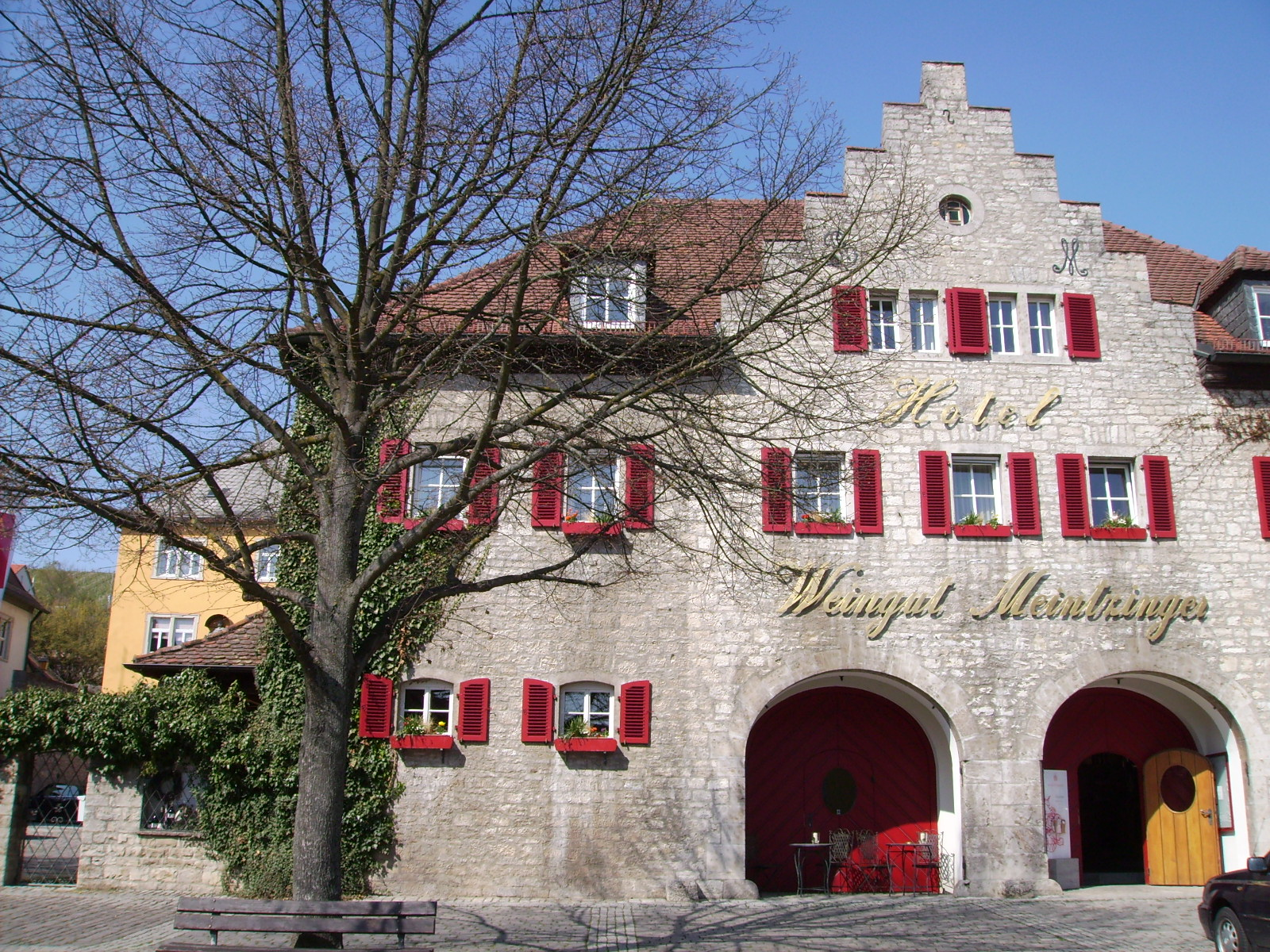
Weingut in Frickenhausen
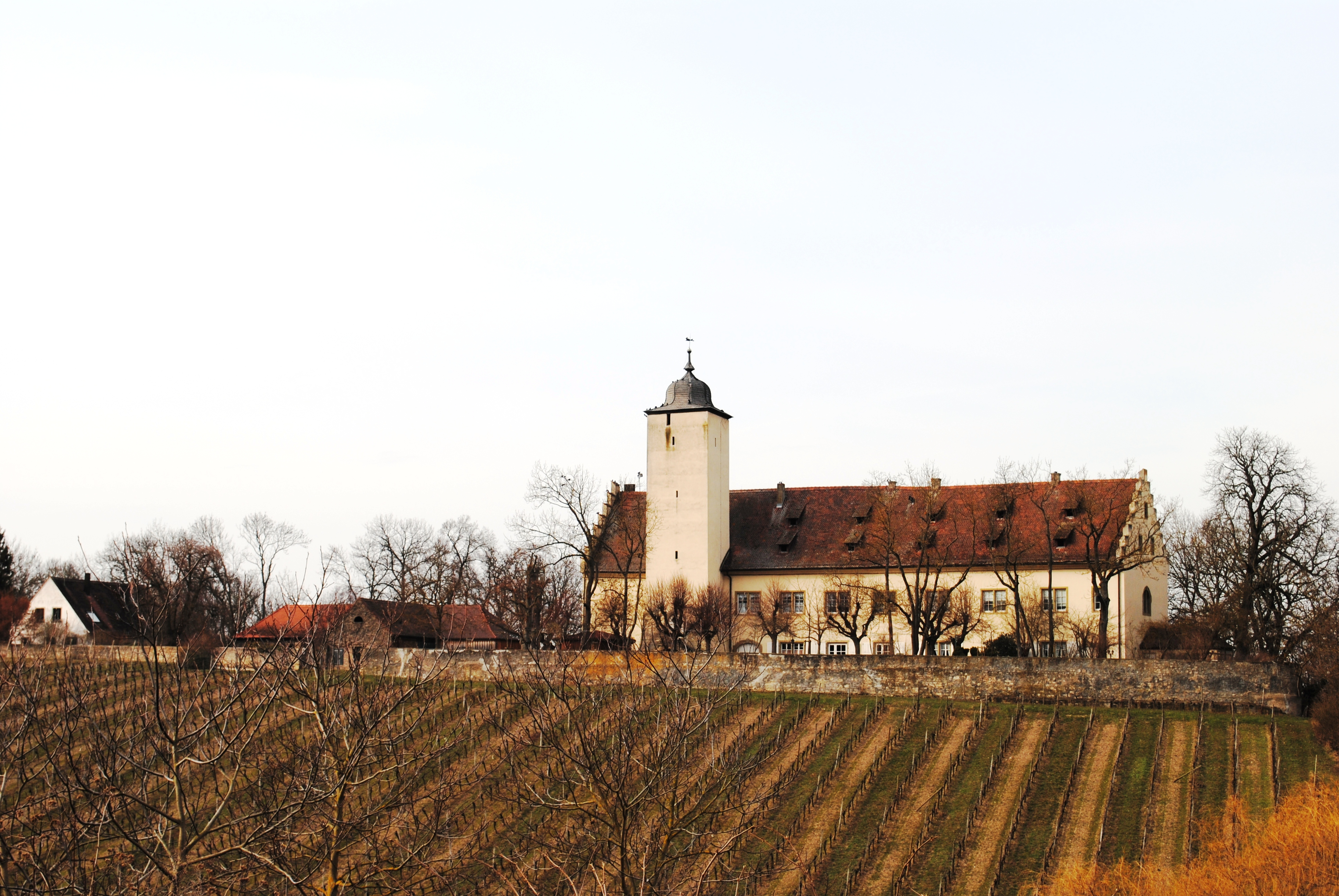
Hallburg bei Volkach mit der Weinlage Schlossberg
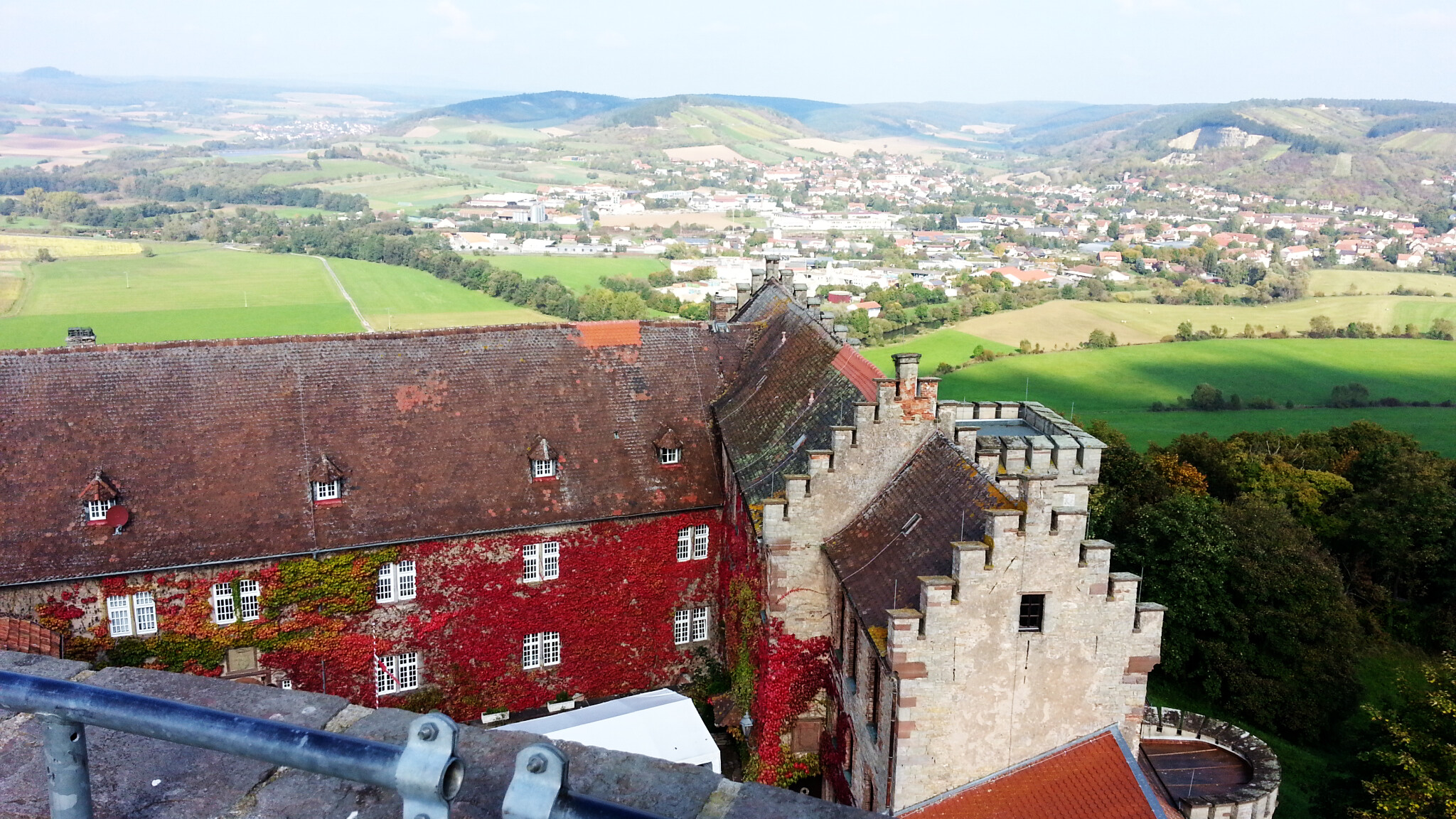
Blick vom Schloss Saaleck auf Hammelburger Weinberge
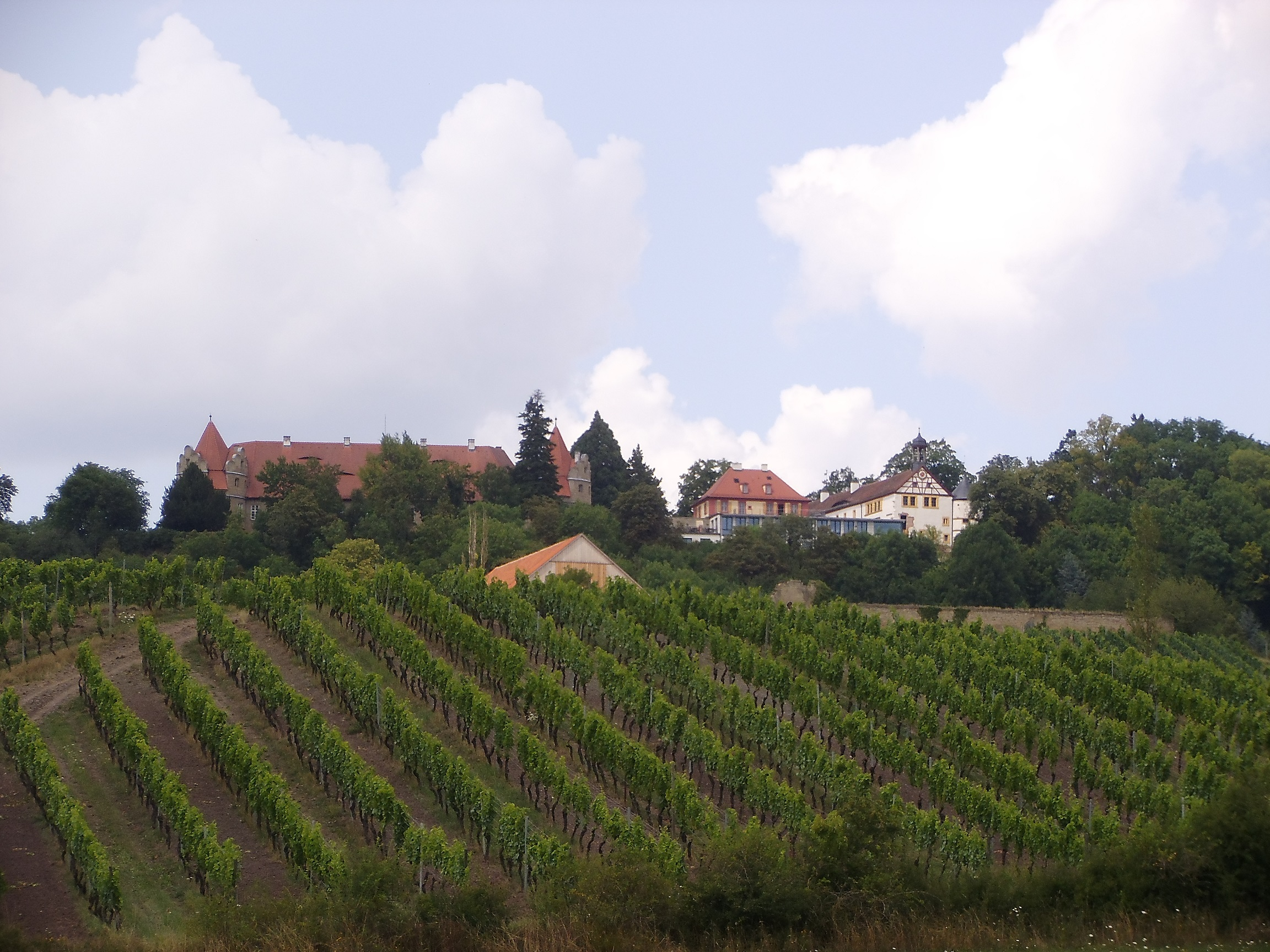
Schloss Frankenberg bei Uffenheim

### Historische Orte in Weinfranken
Charakteristisch für das fränkische Weinland sind seine Städtchen mit teilweise nur 2000 oder 3000 Einwohnern und einer hohen Dichte traditioneller Gasthäuser. Einige von ihnen besitzen noch eine gänzlich erhaltene Stadtmauer. Hier ist vor allem die Weinstadt Volkach zu nennen, mit geschlossenem, historischem Ortsbild, frei vom touristischen Kitsch, ebenso die Städtchen Mainbernheim, Marktbreit, Dettelbach, Prichsenstadt, Hammelburg und Klingenberg. Iphofen nimmt, wie Volkach, auf Grund der baulichen und kulturellen Qualität eine Sonderstellung unter den deutschen Weinstädtchen ein.
Wie häufig anderswo in Deutschland, besitzen nur noch wenige Marktgemeinden und Dörfer unter den Weinorten geschlossene, historische Ortsbilder wie das mehrfach ausgezeichnete Sommerach oder Zeilitzheim und Sommerhausen sowie Frickenhausen mit Einschränkung. Die meisten anderen Orte, wie zum Beispiel Randersacker, Nordheim oder Escherndorf, verfügen zwar über denkmalgeschützte Bauensembles bzw. einzelne Gebäude, aber über keine geschlossenen historischen Ortsbilder mehr. In Köhler entstand durch den Weinbau die besondere Siedlungsform eines einreihigen Häcker-Straßendorfs, da das Relief des kleinen Dorfs, zwischen steilem Fürstenberg und Main, keine anderen Bebauungsmöglichkeiten zuließ.

Historische Weinstädtchen
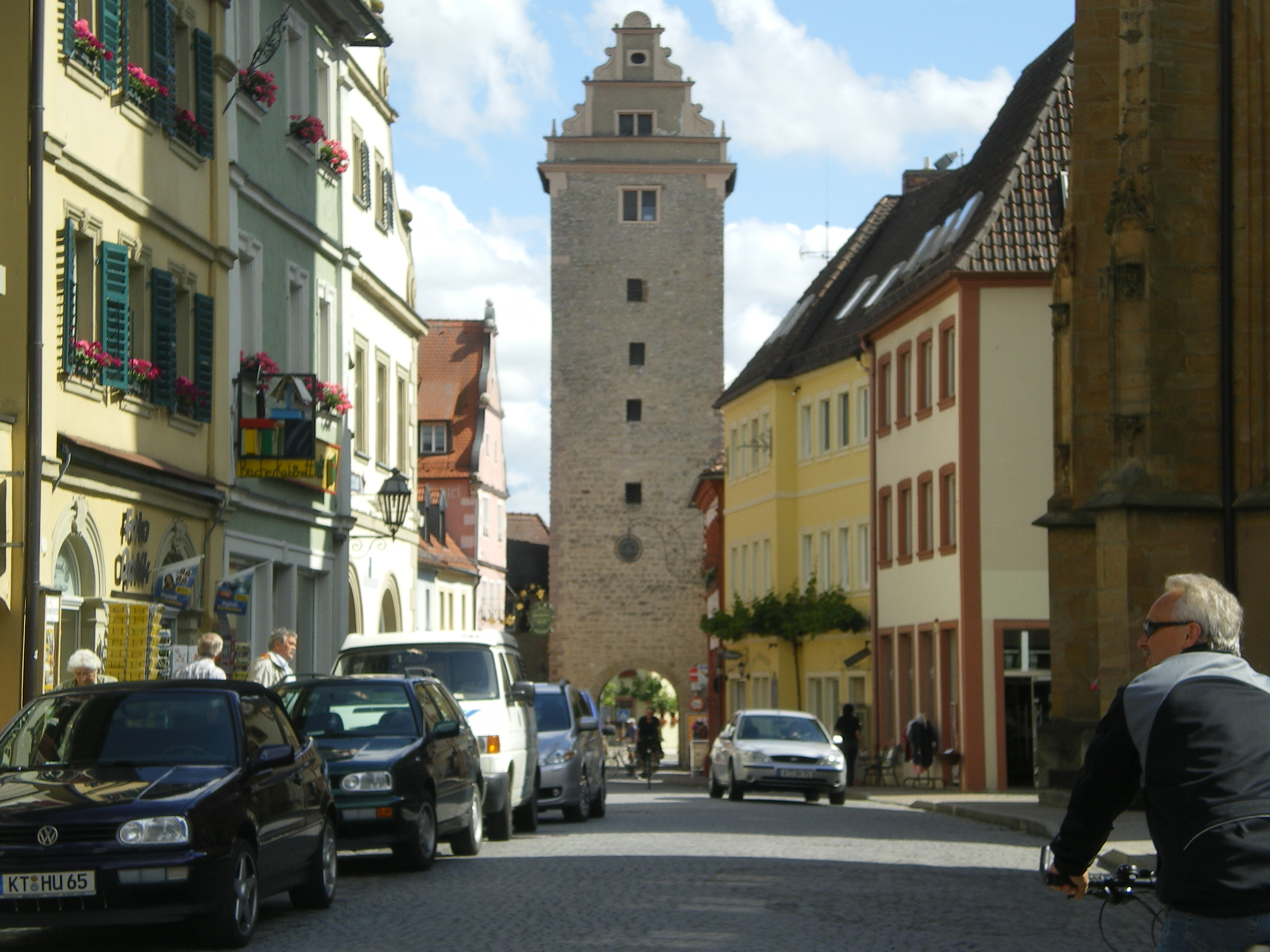
Volkach
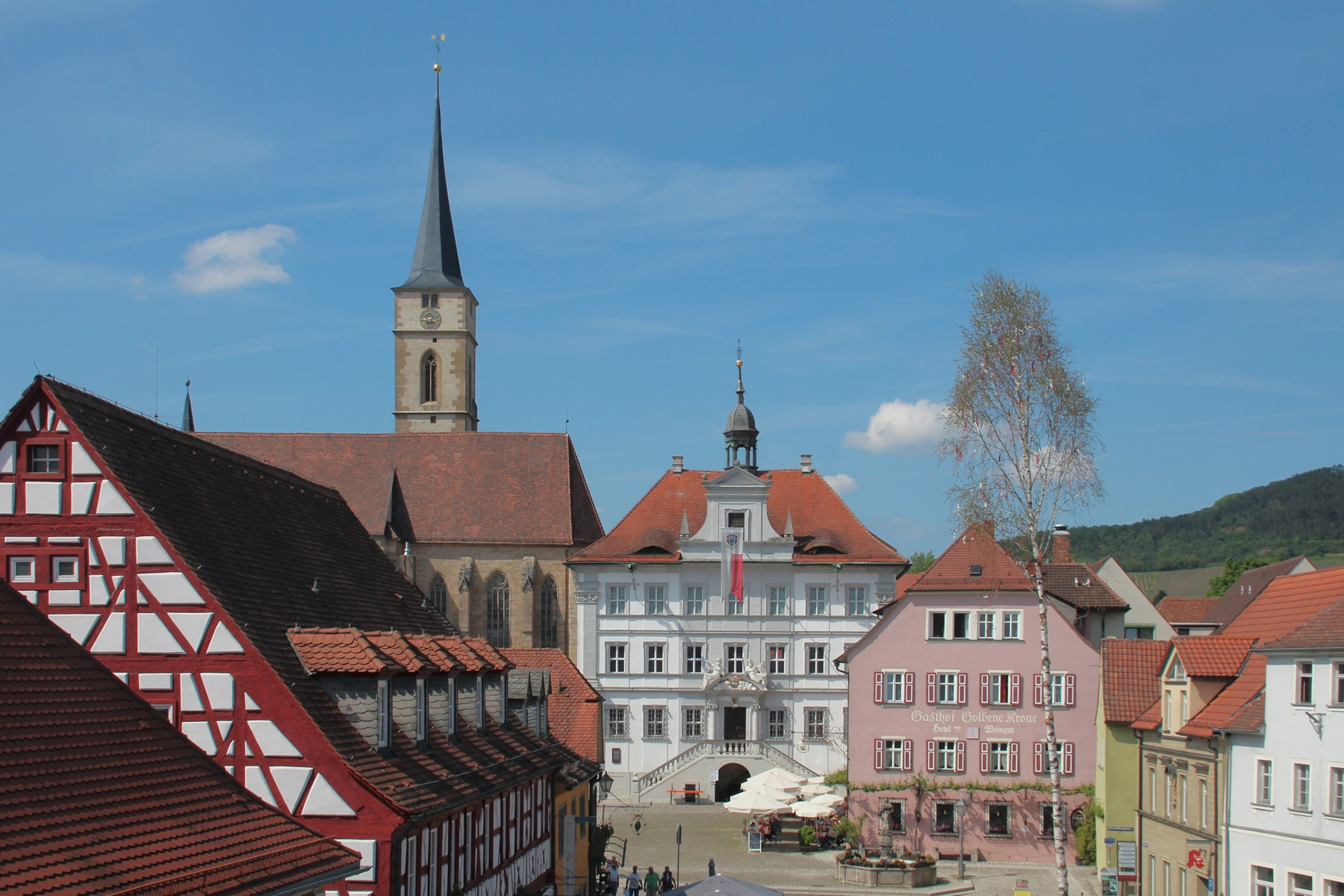
Iphofen
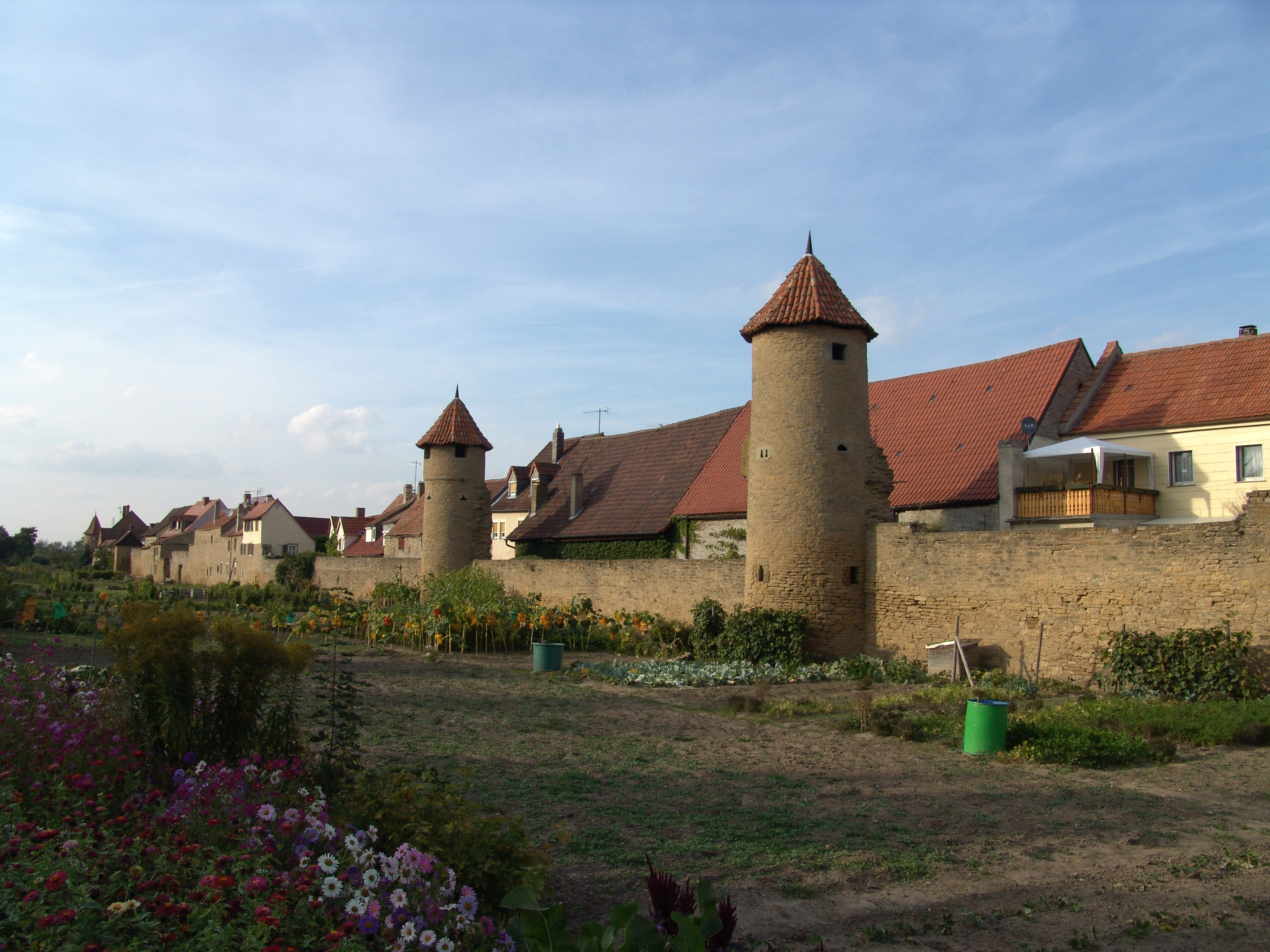
Mainbernheim
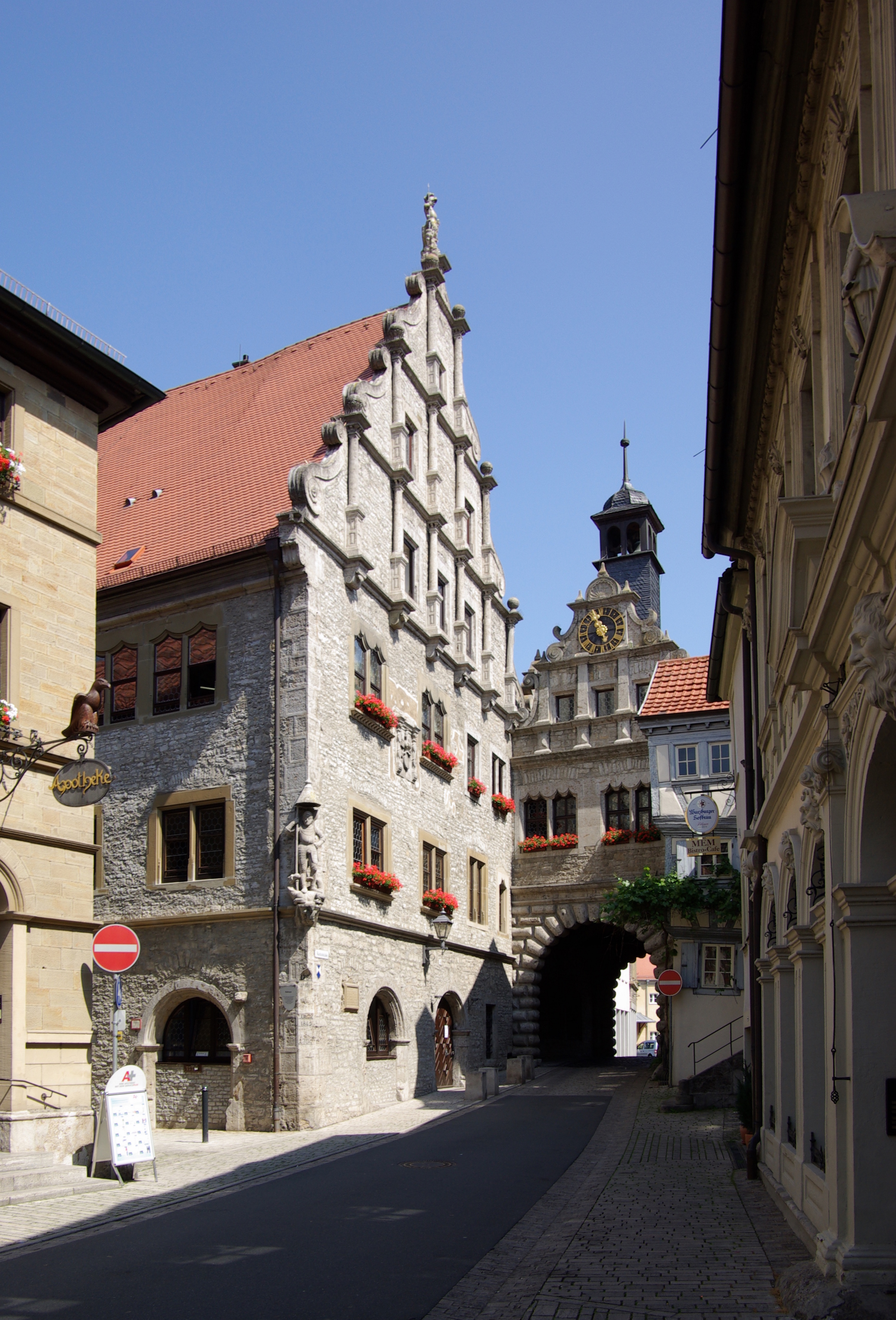
Marktbreit
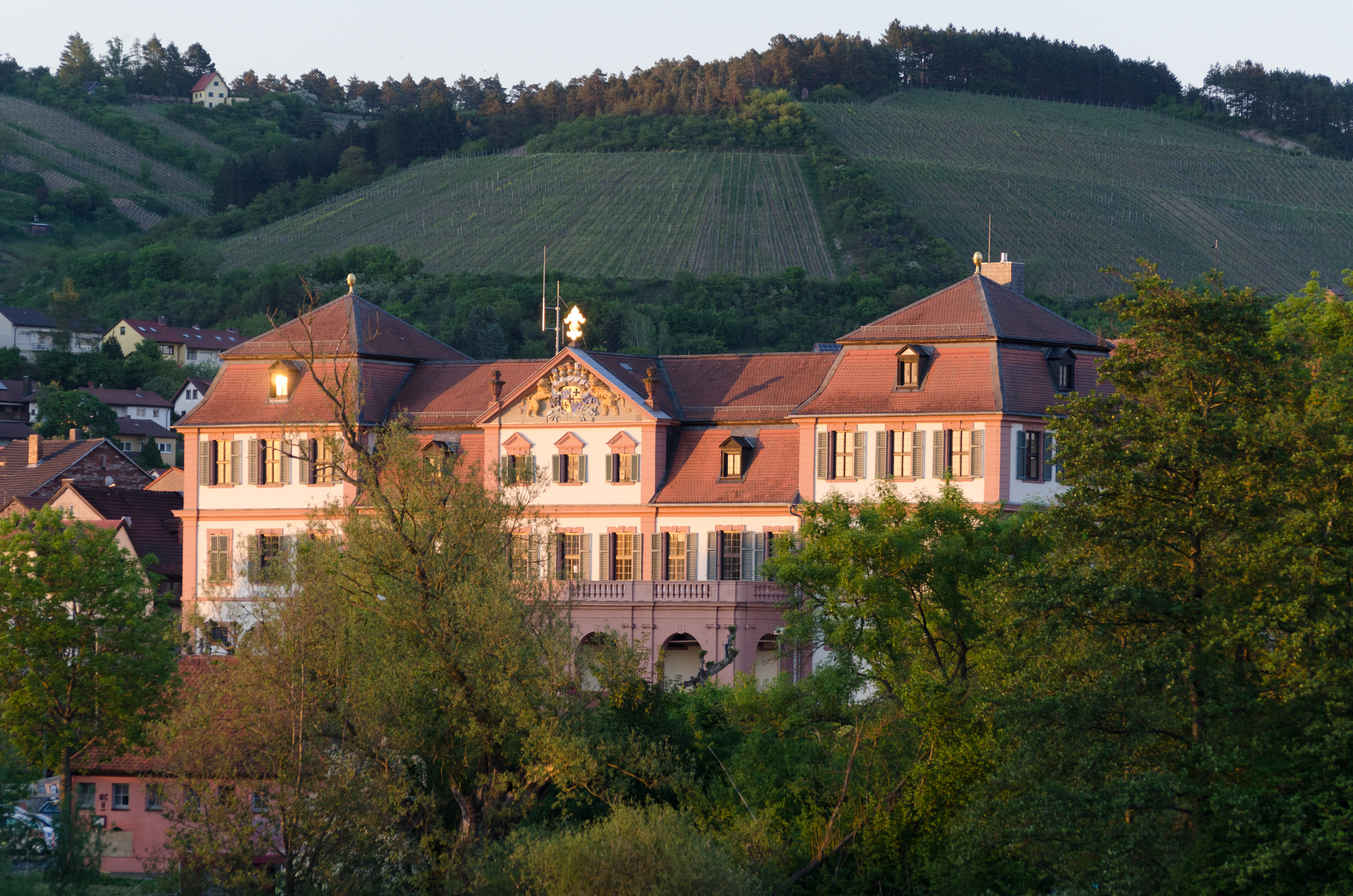
Hammelburg mit Kellereischloss
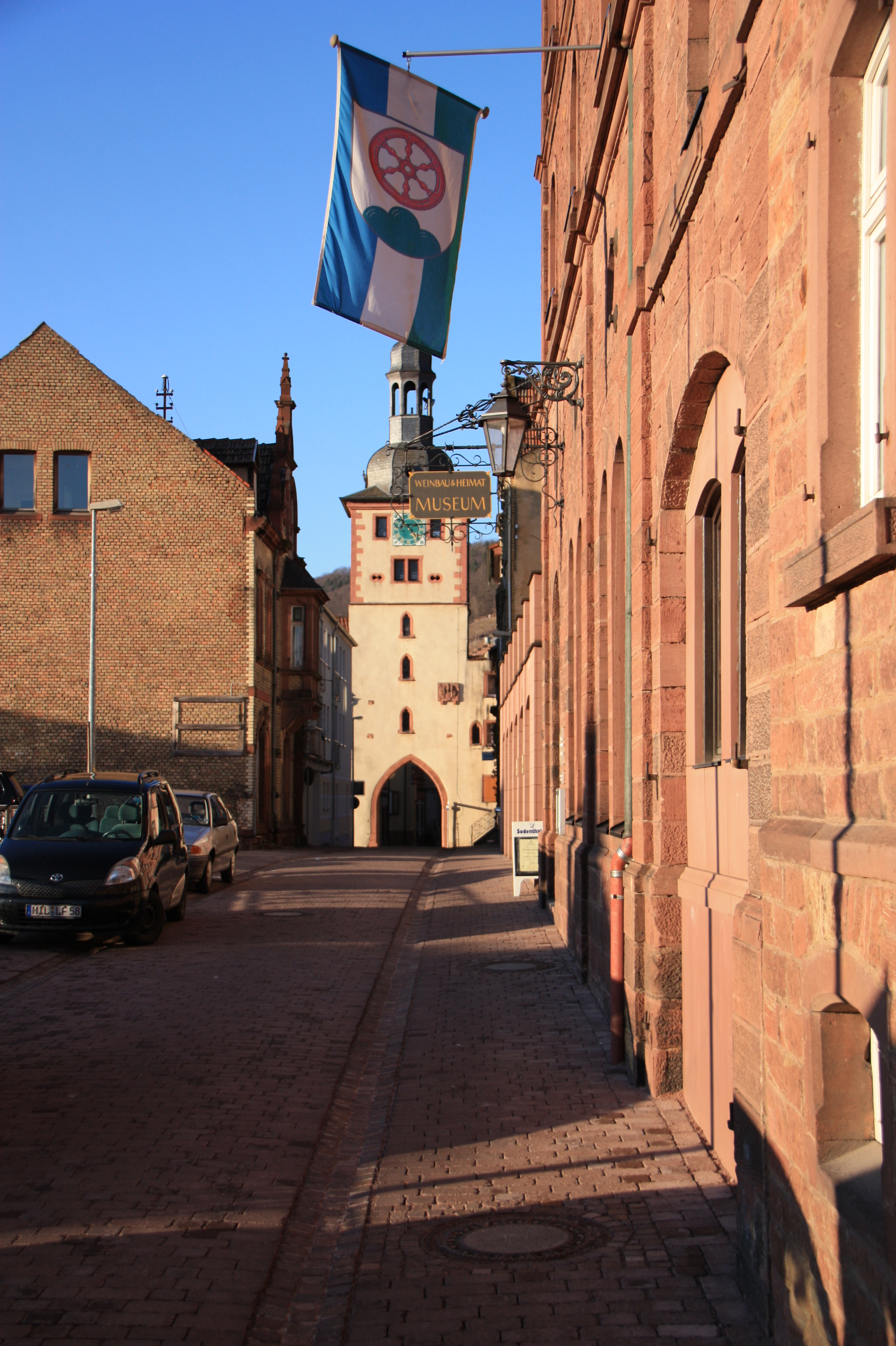
Klingenberg

### Tourismus
Zentrum des Individualtourismus ist die Volkacher Mainschleife. Mit Ausnahme des verkehrsmäßig sehr gut angebundenen Würzburgs, wo jährlich ca. 1000 Flusskreuzfahrtschiffe anlegen, gibt es im Fränkischen Weinland keinen Massentourismus. Den üblichen deutschen Weintourismus und Bustourismus, wie beispielsweise an Rhein oder Mosel, gibt es in Franken nicht. Touristischer Kitsch und Andenkenläden sind verpönt.

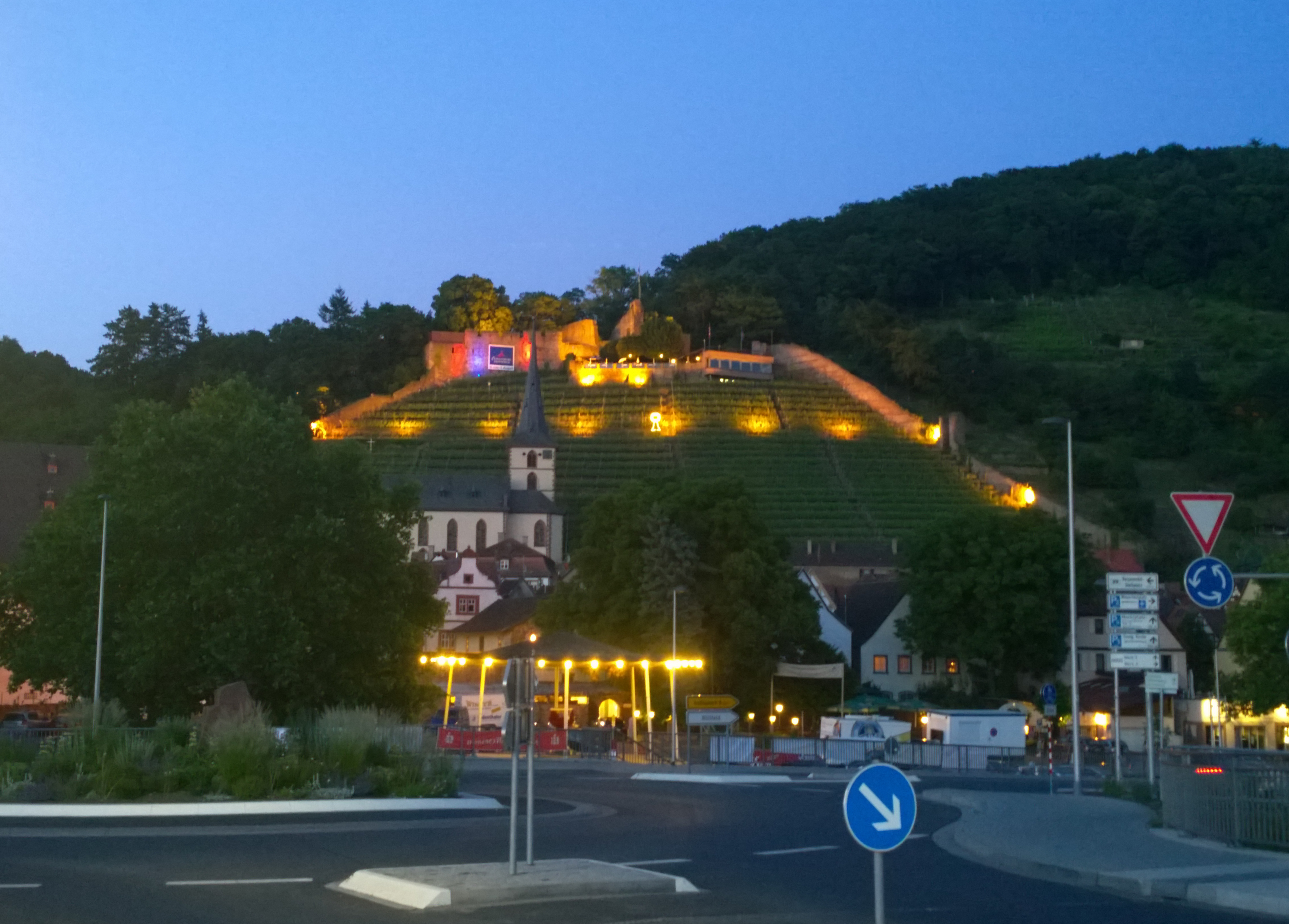
Klingenberg am Main mit Tourismus aus dem nahen Rhein-Main-Gebiet

### Fränkische Weinköniginnen
Tradition hat die jährliche Wahl einer Fränkischen Weinkönigin, die dazu beitragen soll, den örtlichen Wein zu vermarkten und die auch an der jährlichen Wahl zur Deutschen Weinkönigin teilnimmt. Franken stellte bisher (Stand 2024) neun Deutsche Weinköniginnen, zuletzt mit Eva Brockmann im Jahr 2023/2024. Volkach ist die Weingemeinde Deutschlands, die mit drei die meisten Deutschen Weinköniginnen stellte, das angrenzende Sommerach stellte zwei. Dies spiegelt auch die Bodenständigkeit, Authentizität und Qualität des Weingebietes wider mit entsprechendem Verständnis für Wein jenseits angelernten Wissens.
Trotzdem fühlt sich der Fränkische Weinbauverband benachteiligt gegenüber einer Jury, die Kandidatinnen aus Rheinland-Pfalz bevorzuge. Der Geschäftsführer des Fränkischen Weinbauverbandes Hermann Schmitt drohte 2015 deshalb mit einem Boykott der Wahlen.
Zum Eklat kam es bei der Wahl zur 69. Deutschen Weinkönigin am 29. September 2017 in Neustadt an der Weinstraße, die wie üblich live im Fernsehen übertragen wurde. Die Kandidatinnen sollten durch Blindverkostung eines Weins das zugehörige deutsche Weingebiet und die Rebsorte erraten. Der fränkischen Kandidatin Silena Werner aus Stammheim gelang das als einziger. Hingegen nannte danach eine Kandidatin aus Rheinland-Pfalz nach einem verkosteten Wein zwei Möglichkeiten, der Moderator wertete eine davon als richtige Antwort, obwohl die Kandidatin sich noch nicht entschieden hatte. Nach dem Ausscheiden von Silena Werner kam es im Publikum zu Pfiffen und Buhrufen.
In vielen Weinorten gibt es zudem Weinprinzessinnen, von denen einige an der jährlichen Wahl zur Fränkischen Weinkönigin teilnehmen.

### Weinheraldik

Dingolshausen, ältestes Wappen mit Weinbezug, „In Gold ein grüner Rebstock mit zwei Trauben“

Die jahrhundertealte Weinkultur im fränkischen Anbaugebiet findet ihren Niederschlag auch in den Wappen der weinbautreibenden Orte, die als identitätsstiftende Erinnerungszeichen für die jeweiligen Gemeinschaften geschaffen wurden. Zumeist entstammen diese Wappen der zweiten Hälfte des 20. Jahrhunderts, als der Weinbau in Franken neuerlich zum Wirtschaftsfaktor aufstieg. Die sogenannten gemeinen Figuren, die Wappen-Schildbilder, verweisen in vielfältiger Art und Weise auf den Weinanbau.
Zentrum der Wein-Wappen ist Unterfranken, wobei auch in den anderen beiden fränkischen Regierungsbezirken Bayerns Schildbilder mit Weinbezug vorkommen. In insgesamt zwei Landkreiswappen wurden in den 1970er Jahren Weinreben aufgenommen, weil dort die meisten Orte mit dem Weinbau verbunden werden. Es sind dies der „Weinlandkreis“ Kitzingen, der die größte Rebfläche des Anbaugebietes auf sich vereint und der Landkreis Main-Spessart mit den alten Weinstädten Lohr und Karlstadt.
Den ältesten heraldischen Niederschlag hat der Weinbau auf das Wappen der Gemeinde Dingolshausen gefunden, auf dem eine grüne Weinrebe dargestellt ist. Es wurde bereits 1561 durch den Würzburger Bischof verliehen. Am häufigsten tauchen Darstellungen von Reben bzw. einzelnen Weintrauben auf. Das 1969 angenommene Wappen von Rödelsee bildet insofern eine Besonderheit, als die goldene Traube auf die jahrhundertealte Weinbautradition verweist. Der silberne Schwan steht daneben sinnbildlich für die Weinlage Schwanleite (und den Schwanberg), sodass alle gemeinen Figuren direkt oder indirekt auf den Weinbau verweisen.
Eher historischen Charakter haben Hinweise auf den Weinbau bei Gemeinden, die heute nicht mehr zu den Anbaugebieten gehören. Die gold-silberne Traube auf dem Wappen von Hettstadt ist ein solcher Fall. In Stammheim ist der Fall anders gelagert. Die Kelter im Wappen macht die Stellung des Dorfes als wichtiger Ort im Anbaugebiet deutlich, allerdings hat das Wappen selbst mit der Gemeindegebietsreform seine Gültigkeit verloren. Neben der Stammheimer Kelter geben auch noch andere Werkzeuge im Wappen Hinweise auf den Weinbau. So wurden in Waigolshausen gekreuzte Rebmesser dargestellt, in Maroldsweisach (heute ohne Weinbau) sind Schrotleitern zu finden.

Landkreis Kitzingen, „In Blau ein goldenes Rebstück“
Landkreis Main-Spessart, „In Rot eine goldene Weintraube“
Rödelsee, „In Rot eine goldene Traube mit goldenem Weinblatt“
Hettstadt, „In Rot eine Traube mit silbernen Blättern und goldenen Beeren“
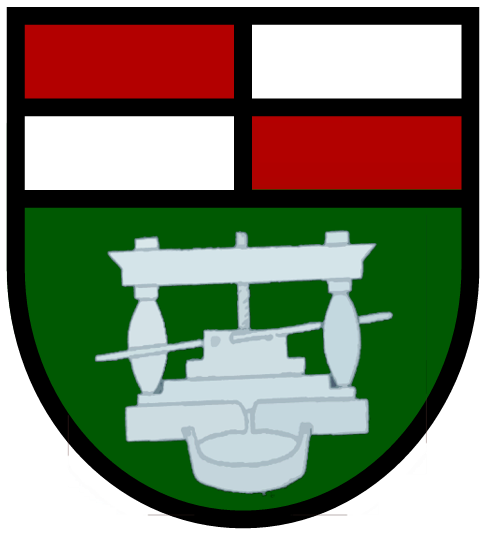
Kolitzheim-Stammheim, „In Grün eine silberne Kelter“
Waigolshausen, „In Rot zwei gekreuzte Rebmesser“
Maroldsweisach, „In Silber eine schräg links liegende schwarze Leiter“

## Veränderungen

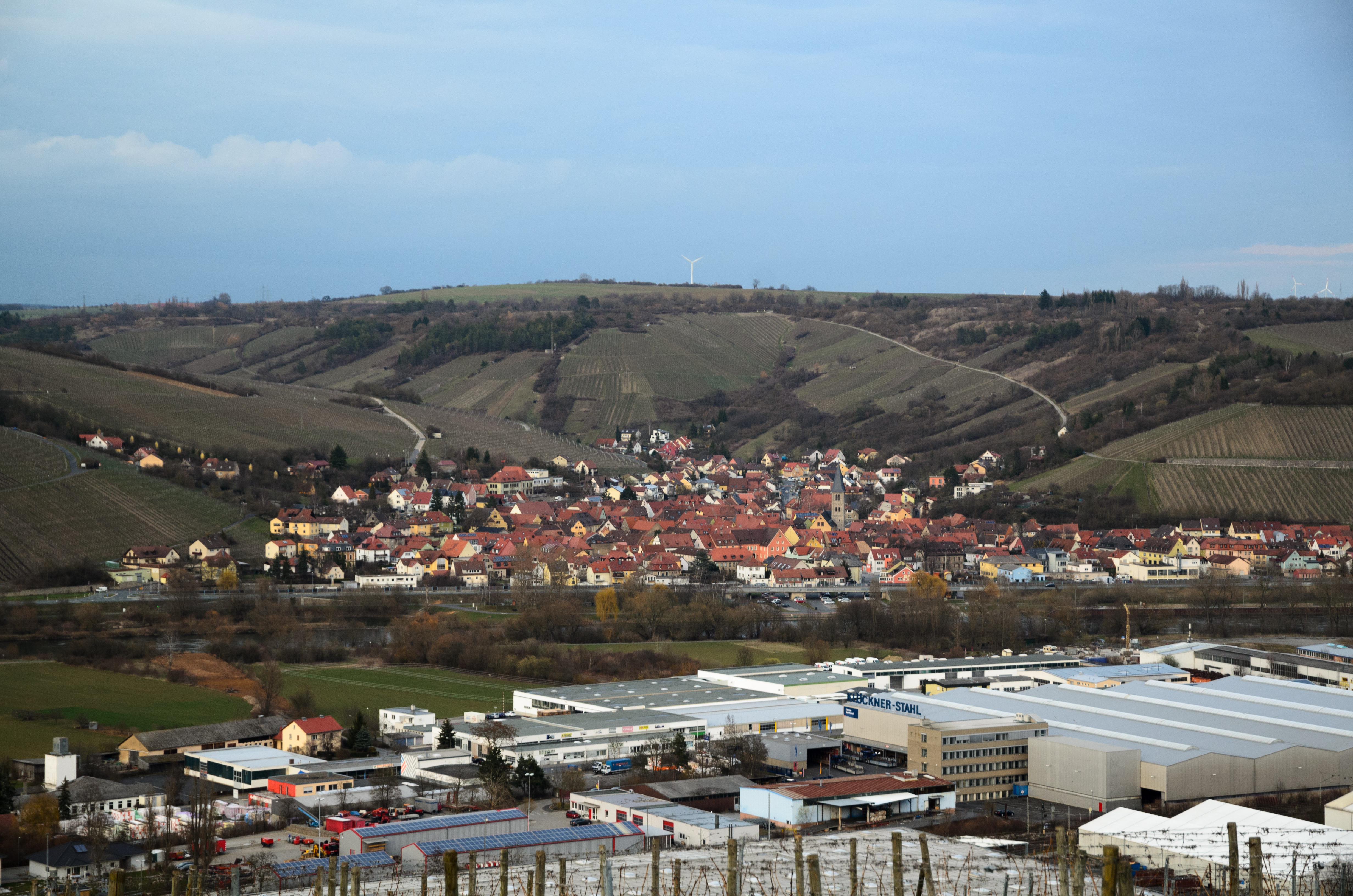
Maintal bei Randersacker, mit vielen Eingriffen ins historische Ortsbild und in die Kulturlandschaft.
Vorne Großgewerbe, dahinter kanalisierter Main, links großflächige Weinbergs-Flurbereinigung, am Horizont (Mitte und rechts) Windräder

### Veränderte Rahmenbedingungen
Der Main wurde durch den Ausbau zur Großschifffahrtsstraße im Zusammenhang mit dem Rhein-Main-Donau-Kanal in den 1950er und 1960er Jahren kanalisiert. Das Maintal, insbesondere im Großraum Würzburg, wurde von der Nachkriegszeit an bis heute gewerblich zersiedelt. Das Würzburger Maintal, das vor dem Krieg eine außergewöhnliche Wein-Kulturlandschaft darstellte, erlitt unzählige Eingriffe ins Landschaftsbild, dazu kamen Landschaftszerschneidungen durch Autobahnen, große Brücken und die Trasse der ICE-Schnellfahrstrecke Hannover–Würzburg mit dem Tunnel durch den Steinweinberg.
Durch die Bayerische Gebietsreform der 1970er Jahre verloren viele Weinbauorte ihre Selbständigkeit und Weineinzellagen wurden manchmal, aber nicht immer, namentlich der Großgemeinde zugeordnet (siehe auch: Rebflächen aller Gemeinden mit Weinbau).

### Flurbereinigung der Weinberge
Die Flurbereinigung der Weinberge wurde bisher (2018) auf 3200 ha und damit gut der Hälfte der Rebflächen Frankens umgesetzt. Sie begann bereits in den 1950er Jahren, aber wurde im ganz großem Stil erst ab den 1970er Jahren durchgeführt. Hierbei wurden insbesondere bei den großen Lagen im Würzburger Raum historische Mauern, Gerätehäuschen und Buschstreifen zu Gunsten einer einfacheren Bewirtschaftung eingeebnet. Es entstanden monotone Strukturen, mit erheblichen Eingriffen ins Landschaftsbild, die heute vielerorts bedauert und als kontraproduktiv für den Tourismus angesehen werden. In einigen Orten gibt es deshalb Überlegungen zur Renaturierung.

### Einführung der Großlagen

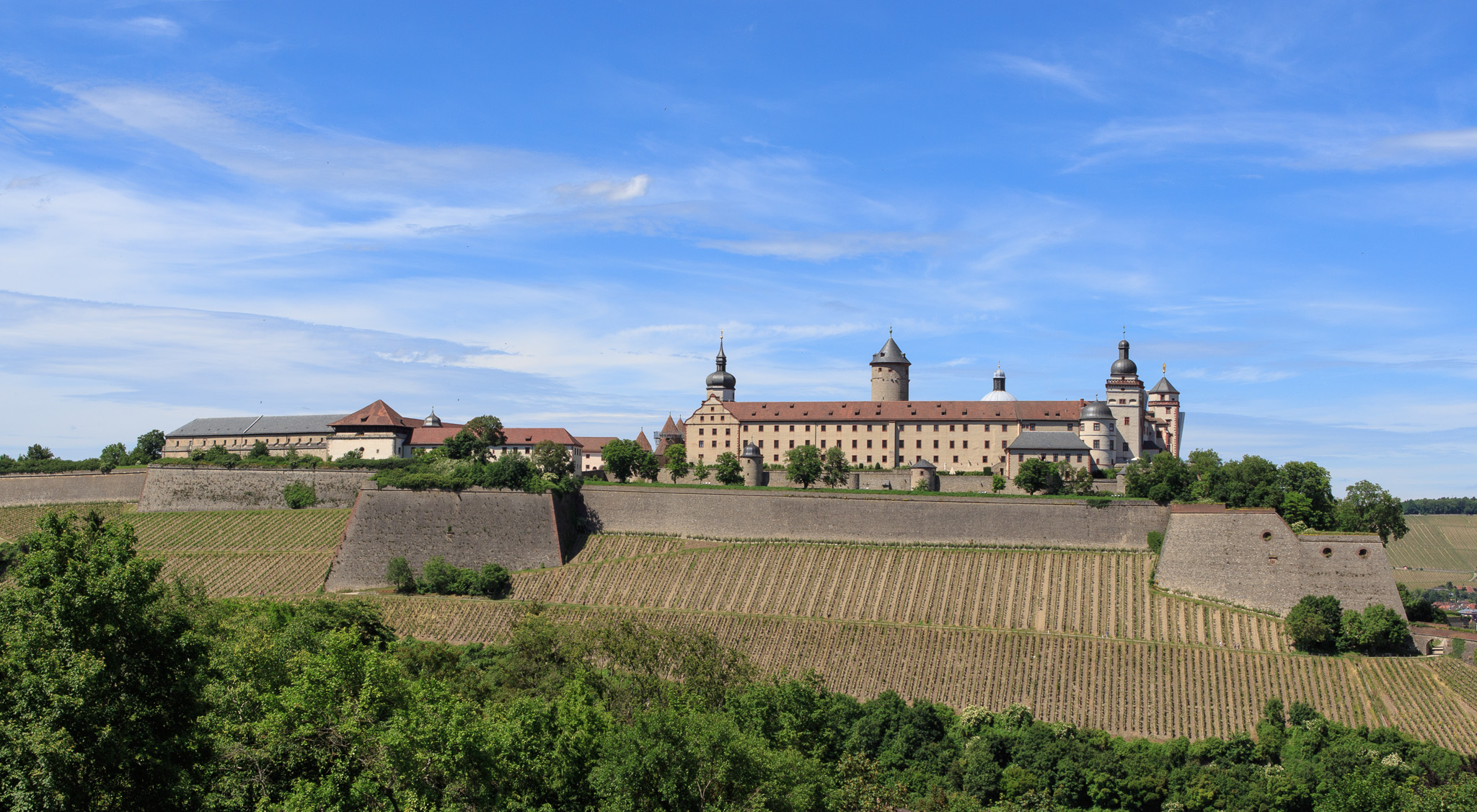
Würzburger Weinlagen Innere Leiste und ganz rechts Stein. Heute beides Großlage Marienberg

Durch die Einführung von Großlagen im Deutschen Weingesetz wurden beispielsweise die historischen Würzburger Einzellagen unter dem erfundenen Lagenamen Marienberg als Großlage zusammengefasst. Traditionelle Lagebezeichnungen, wie in diesem Fall Würzburger Stein oder Innere Leiste, sollten damit verschwinden. Hintergrund: der Verschnitt aus den diversen Einzellagen einer Großweinlage wurde dadurch zulässig. Bei vielen fränkischen Winzern ist diese Regelung sehr umstritten, auch in Hinblick auf die Qualität, da jede Einzellage ihren eigenen Charakter habe. Meist hält man sich deshalb nicht daran und bei der Vermarktung wird die Einzellage auf den Etiketten angegeben. Die flächenmäßig größte Großlage ist der Volkacher Kirchberg, bedeutsam ist außerdem der Iphöfer Burgweg. Im Zuge der Neuordnung der Bereiche wurden 2017 einige Großlagen wieder aufgelöst, darunter der Casteller Herrenberg.

### Architektur und Wein
Seit einigen Jahren ist es nicht mehr ausreichend, potentielle Kunden ausschließlich mit der Möglichkeit zum Weineinkauf anzuziehen, der Weintourismus mit Kurzurlauben gewinnt immer mehr an Bedeutung. Es wird versucht, die Attraktivität der Weingüter zu steigern, durch die Errichtung neuer Objekte oder Ausbau des Bestands. In neuem Ambiente soll der Kunde nicht nur den Wein erleben und verkosten, sondern spüren, dass er Teil einer Kultur ist. Das Deutsche Weininstitut  zeichnet seit 2010 Bauten und Einrichtungen in den 13 Weinbaugebieten Deutschlands als Höhepunkte der Weinkultur aus. In Franken zählen dazu die Vinothek Iphofen (siehe: unteres Bild), das Gästehaus und Weinwerk des Weinguts am Stein in Würzburg, das Weinreich der Winzergenossenschaft Sommerach, das Press- und Kelterhaus des Weinguts Brennfleck in Sulzfeld am Main und die Vinothek des Weinguts Max Müller I in Volkach.

### Neues Franken
In neuerer Zeit brachen Jungwinzer oftmals mit den Traditionen. Ihr Rotwein führte zu hervorragenden Ergebnissen (siehe: Rotwein).
Beim Weißwein orientierte sich das fränkische Weinmarketing zunehmend an internationalen Standards und am Mainstream:
„Die natürlich charakteristische Note, die sich aus den [fränkischen] Böden und dem Klima ergeben, fehlt ganz einfach im süßsauren Mainstream des Geschmacks.“
Allgemeine Trends wurden aufgenommen mit dem häufig verwendeten Schlagwort „Sommerwein“und den Attributen „frisch“, „spritzig“, „fruchtbetont“, „leicht“, „belebend“ und „bekömmlich“. Der Riesling wird neuerdings als „typische, fränkische Rebsorte“ dargestellt, obwohl sie es nicht ist (siehe: Rebsorten) und zudem durch die Klimaerwärmung Probleme bekommt, während andere Rebsorten profitieren. Auf Weinkarten sind Geschmacksbeschreibungen wie „Orange“, „Himbeere“, „Ananas“ oder „Kiwi“ verbreitet. Häufig sind diese Weine in der Bordeauxflasche oder weißen Bocksbeuteln abgefüllt. Diese Weinkategorie bezeichnet man als „Neues Franken“, im Gegensatz zum Klassischen Franken.
Die Grenzen sind fließend. Auch ganz allgemein haben in neuerer Zeit fränkische Weißweine öfters den für das Gebiet typischen, kräftigen, erdigen oder auch grünen Geschmack verloren. Auch die Farbe des Weins veränderte sich in diesen Fällen, war sie früher goldgelb oder weingrün, ist sie nun häufig heller.

### Veränderte Gastronomie
Der Frankenwein verlor im 21. Jahrhundert seinen Charakter als Volksgetränk. Die Weingastronomie wurde vielerorts veredelt. Traditionelle, bürgerliche Weinstuben wurden öfters zu elitären Restaurants umgestaltet, so auch die Weinstube der berühmten Stiftung des Bürgerspitals zum Heiligen Geist, die früher als Institution und Herz Würzburgs galt. Der einstmals volkstümliche Treffpunkt, ein historisches Gewölbe-Labyrinth, wurde 1978 zu einem Restaurant und Tagungszentrum mit rund 500 Plätzen erweitert. 1986 wechselte der Wirt, 2010 gab es eine weitere Umgestaltung. Seitdem werden die Weinstuben vom einfachen Bürger nicht mehr angenommen. Auch Bier ist im Angebot, was einst an diesem Ort völlig undenkbar war.
Die neuen Entwicklungen sind insbesondere im Würzburger Raum und Kitzinger Raum verbreitet.

## Erhaltene Kulturlandschaft im Osten
Durch die Flurbereinigung der Weinberge, Einführung der Großweinlagen und neuer Bereiche (siehe: Weinbaubereiche), mit Namen für den Weintourismus, wie Weinpanorama Steigerwald sowie neuer Trends hat in Summe das Fränkische Weinland vielerorts Authentizität verloren und ursprünglichen Charakter eingebüßt.
Die östliche Region zwischen Schweinfurt und dem Steigerwald ist kleinteiliger strukturiert, weshalb Flurbereinigungen meist ökonomisch uninteressant waren und vielerorts keine Großweinlagen eingeführt wurden.

„Seine besten Lagen hat der Müller-Thurgau auf den Gipskeuper-Böden am Steigerwald südlich von Schweinfurt. Dies ist Weinfrankens heimeligste Ecke, ein weitgehend ursprünglich gebliebenes Bauernland.“

Neues Weinmarketing und Trends sind hier weniger oder überhaupt nicht verbreitet und Vinotheken kaum zu finden. Pflege und Erhalt der Tradition abseits vom Aktionismus des Mainstreams besitzen im Umfeld des Großindustrie-Zentrums Schweinfurt bei der Bevölkerung einen höheren Stellenwert. Zudem ist das Schweinfurter Land Zentrum fränkischer Tracht und Brauchtums (Plantanz). Auf der über 350 Jahre alten Gochsheimer Kirchweih wird statt Bier Wein ausgeschenkt.
Diese Region eignet sich auf Grund ihrer kleinteiligen Strukturen nicht für billigen Massenwein und ist deshalb für die Winzergemeinschaft Franken (GWF) uninteressant. Deshalb decken Weine von hier, wie auch vom Mainviereck (siehe: Mainviereck) hauptsächlich nur den Bedarf der einheimischen Bevölkerung und werden überregional, beispielsweise in Discountern, nicht angeboten.

## Rebflächen aller Gemeinden mit Weinbau

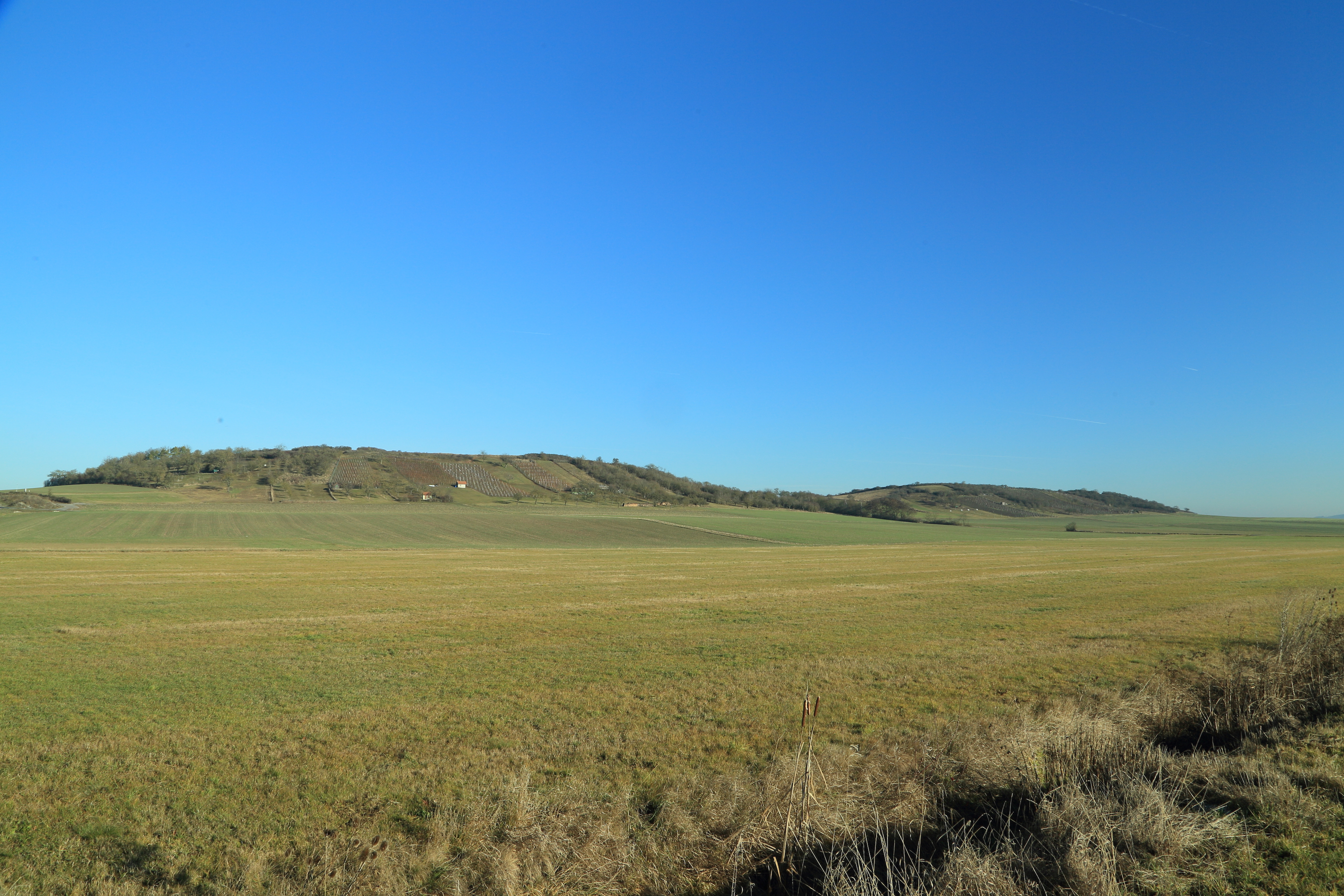
Bad Windsheimer Weinberge: Weinbau in zehn Ortsteilen

Im bestimmten Anbaugebiet Franken wird in 131 Gemeinden (2017), bzw. in 233 Ortsteilen, die bis zur bayerischen Gebietsreform der 1970er Jahre selbständige Gemeinden waren, Weinbau betrieben, von Großflächen bis hin zum einzelnen, kleinen Weinberg. Die Gemeinde, in deren Gebiet sich die meisten einstmals selbständigen Orte mit Weinbau befinden, ist Bad Windsheim, im Bereich Mittelfränkische Bocksbeutelstraße. Dort wird, einschließlich der Kernstadt, in zehn Ortsteilen Weinbau betrieben, jedoch meist nur im kleineren Umfang (siehe: Rang 51).
In Folge der Gebietsreform verschwanden berühmte fränkische Weinorte als selbständige Gemeinden, wie beispielsweise Escherndorf und wurden zu anonymen Großgemeinden zusammengelegt. Dadurch enthält die Statistik zu den Rebflächen der Weinbauorte häufig nur noch größere, zusammengefasste Werte ohne Informationsgehalt, wie insbesondere zu Volkach (Rang 1), während hingegen der einstmals größte fränkische Weinort Nordheim am Main an die zweite Stelle rückte. Auch entstanden im Zuge der Gebietsreform sogenannte Retorten-Gemeinden mit neuen Namen, die es zuvor als Weinorte nicht gab, wie Eisenheim (Rang 5), das dadurch eine größere Rebfläche erlangte, als die historische Weinmetropole Würzburg (Rang 8), während sich nur zwei Ränge dahinter die Großgemeinde Kolitzheim befindet, mit dem namensgebenden Altort ohne einen einzigen Weinberg.
All das verhinderte man im Weinland Rheinland-Pfalz bei der Gebietsreform, durch die Einführung von Verbandsgemeinden. Eine Ausnahme in Franken bildet die Verwaltungsgemeinschaft Gerolzhofen, vergleichbar mit den rheinland-pfälzischen Verbandsgemeinden. Einerseits ist sie als größte Verwaltungsgemeinschaft Bayerns mit 8 Gemeinden und 29 Orten viel größer als übliche Großgemeinden. Andererseits blieben sieben Weinorte selbständig und die historischen (Wein-)Strukturen wurden bewahrt.
Alle Angaben von 2017
| Rang | Gemeinde mit Weinbau          | Rebfläche in ha | Ortsteile mit Weinbau (1)                                                                                        | Bereich (2)            | Ehemaliger Bereich | Landkreis                            | Regierungsbezirk |
| ---- | ----------------------------- | --------------- | --- | ---------------------- | ------------------ | ------------------------------------ | ---------------- |
| 1    | Volkach                       | 627,2           | Astheim, Escherndorf, Fahr am Main, Gaibach, Köhler, Krautheim, Rimbach, Obervolkach                             | D 4                    | Maindreieck        | Kitzingen                            | Unterfranken     |
| 2    | Nordheim am Main (g)          | 319,0           | | D 4                    | Maindreieck        | Kitzingen                            | Unterfranken     |
| 3    | Iphofen                       | 299,3           | Possenheim | S 3 und S 4            | Steigerwald        | Kitzingen                            | Unterfranken     |
| 4    | Thüngersheim                  | 264,5           | | D 2                    | Maindreieck        | Würzburg                             | Unterfranken     |
| 5    | Eisenheim (n)                 | 257,7           | Obereisenheim, Untereisenheim                                                                                    | D 4                    | Maindreieck        | Würzburg                             | Unterfranken     |
| 6    | Randersacker                  | 243,2           | Lindelbach | D 3                    | Maindreieck        | Würzburg                             | Unterfranken     |
| 7    | Dettelbach                    | 236,0           | Bibergau, Brück, Neuses am Berg, Neusetz, Schnepfenbach                                                          | D 4                    | Maindreieck        | Kitzingen                            | Unterfranken     |
| 8    | Würzburg                      | 235,2           | Unterdürrbach | D 3                    | Maindreieck        | -                                    | Unterfranken     |
| 9    | Sommerach                     | 232,2           | | D 4                    | Maindreieck        | Kitzingen                            | Unterfranken     |
| 10   | Kolitzheim (x)                | 160,4           | Lindach, Stammheim, Zeilitzheim                                                                                  | D 4                    | Maindreieck        | Schweinfurt                          | Unterfranken     |
| 11   | Sulzfeld am Main              | 158,7           | | D 3                    | Maindreieck        | Kitzingen                            | Unterfranken     |
| 12   | Oberschwarzach                | 115,6           | Breitbach, Handthal, Kammerforst, Mutzenroth, Wiebelsberg                                                        | S 2                    | Steigerwald        | Schweinfurt                          | Unterfranken     |
| 13   | Ippesheim                     | 110,9           | Bullenheim | wahlweise S 4 oder S 5 | Steigerwald        | Neustadt an der Aisch- Bad Windsheim | Mittelfranken    |
| 14   | Rödelsee                      | 106,9           | | D 3 und S 3            | Steigerwald        | Kitzingen                            | Unterfranken     |
| 15   | Frickenhausen am Main         | 98,0            | | D 3                    | Maindreieck        | Würzburg                             | Unterfranken     |
| 16   | Karlstadt                     | 95,9            | Gambach, Karlburg, Laudenbach, Mühlbach, Stetten                                                                 | D 2                    | Maindreieck        | Main-Spessart                        | Unterfranken     |
| 17   | Willanzheim                   | 93,5            | Hüttenheim | S 4                    | Steigerwald        | Kitzingen                            | Unterfranken     |
| 18   | Eibelstadt                    | 90,7            | | D 3                    | Maindreieck        | Würzburg                             | Unterfranken     |
| 19   | Castell                       | 89,9            | Greuth | S 3                    | Steigerwald        | Kitzingen                            | Unterfranken     |
| 20   | Sommerhausen                  | 86,2            | | D 3                    | Maindreieck        | Würzburg                             | Unterfranken     |
| 21   | Alzenau (x)                   | 85,1            | Hörstein, Kälberau, Michelbach, Wasserlos                                                                        | V 1                    | Mainviereck        | Aschaffenburg                        | Unterfranken     |
| 22   | Hammelburg                    | 81,2            | Feuerthal, Obererthal, Obereschenbach, Untererthal, Untereschenbach, Westheim                                    | D 1                    | Maindreieck        | Bad Kissingen                        | Unterfranken     |
| 23   | Mainstockheim                 | 81,0            | | D 3                    | Maindreieck        | Kitzingen                            | Unterfranken     |
| 24   | Wipfeld                       | 76,0            | | D 4                    | Maindreieck        | Schweinfurt                          | Unterfranken     |
| 25   | Retzstadt                     | 71,6            | | D 2                    | Maindreieck        | Main-Spessart                        | Unterfranken     |
| 26   | Großlangheim                  | 70,9            | | S 3                    | Steigerwald        | Kitzingen                            | Unterfranken     |
| 27   | Kitzingen                     | 70,9            | Hoheim, Repperndorf, Sickershausen                                                                               | D 3                    | Maindreieck        | Kitzingen                            | Unterfranken     |
| 28   | Bürgstadt                     | 69,6            | | V 2                    | Mainviereck        | Miltenberg                           | Unterfranken     |
| 29   | Leinach (n)                   | 66,9            | Oberleinach, Unterleinach                                                                                        | D 2                    | Maindreieck        | Würzburg                             | Unterfranken     |
| 30   | Weigenheim                    | 65,6            | Reusch | wahlweise S 4 oder S 5 | Steigerwald        | Neustadt an der Aisch- Bad Windsheim | Mittelfranken    |
| 31   | Zellingen                     | 64,7            | Retzbach | D 2                    | Maindreieck        | Main-Spessart                        | Unterfranken     |
| 32   | Triefenstein (n)              | 62,9            | Homburg, Lengfurt                                                                                                | V 3                    | Mainviereck        | Main-Spessart                        | Unterfranken     |
| 33   | Wiesenbronn                   | 59,5            | | S 3                    | Steigerwald        | Kitzingen                            | Unterfranken     |
| 34   | Großheubach                   | 54,6            | | V 2                    | Mainviereck        | Miltenberg                           | Unterfranken     |
| 35   | Ipsheim                       | 54,6            | Kaubenheim, Weimersheim                                                                                          | S 5                    | Steigerwald        | Neustadt an der Aisch- Bad Windsheim | Mittelfranken    |
| 36   | Michelau im Steigerwald       | 53,5            | Altmannsdorf, Hundelshausen, Prüßberg                                                                            | S 2                    | Steigerwald        | Schweinfurt                          | Unterfranken     |
| 37   | Abtswind                      | 50,9            | | S 2 und S 3            | Steigerwald        | Kitzingen                            | Unterfranken     |
| 38   | Seinsheim                     | 49,4            | Tiefenstockheim                                                                                                  | S 3 und S 4            | Steigerwald        | Kitzingen                            | Unterfranken     |
| 39   | Markt Einersheim              | 49,2            | | S 3                    | Steigerwald        | Kitzingen                            | Unterfranken     |
| 40   | Tauberrettersheim             | 42,1            | | D 3                    | Maindreieck        | Würzburg                             | Unterfranken     |
| 41   | Großostheim                   | 38,0            | Pflaumheim, Wenigumstadt                                                                                         | V 2                    | Mainviereck        | Aschaffenburg                        | Unterfranken     |
| 42   | Donnersdorf                   | 36,7            | Falkenstein, Traustadt                                                                                           | S 2                    | Steigerwald        | Schweinfurt                          | Unterfranken     |
| 43   | Erlenbach bei Marktheidenfeld | 36,7            | Tiefenthal | V 3                    | Mainviereck        | Main-Spessart                        | Unterfranken     |
| 44   | Himmelstadt                   | 34,9            | | D 2                    | Maindreieck        | Main-Spessart                        | Unterfranken     |
| 45   | Sugenheim (x)                 | 34,5            | Ingolstadt, Krassolzheim, Neundorf                                                                               | S 5                    | Steigerwald        | Neustadt an der Aisch- Bad Windsheim | Mittelfranken    |
| 46   | Erlabrunn                     | 33,9            | | D 2                    | Maindreieck        | Würzburg                             | Unterfranken     |
| 47   | Ramsthal                      | 33,8            | | D 1                    | Maindreieck        | Bad Kissingen                        | Unterfranken     |
| 48   | Röttingen                     | 33,7            | | D 3                    | Maindreieck        | Würzburg                             | Unterfranken     |
| 49   | Klingenberg am Main           | 32,4            | Röllfeld, Trennfurt                                                                                              | V 2                    | Mainviereck        | Miltenberg                           | Unterfranken     |
| 50   | Knetzgau (x)                  | 31,2            | Oberschwappach, Zell am Ebersberg                                                                                | S 1                    | Steigerwald        | Haßberge                             | Unterfranken     |
| 51   | Bad Windsheim                 | 30,8            | Berolzheim, Erkenbrechtshofen, Humprechtsau, Ickelheim, Külsheim, Oberntief, Rüdisbronn, Unterntief, Wiebelsheim | S 5                    | Steigerwald        | Neustadt an der Aisch- Bad Windsheim | Mittelfranken    |
| 52   | Frankenwinheim                | 29,0            | | D 4                    | Maindreieck        | Schweinfurt                          | Unterfranken     |
| 53   | Zeil am Main                  | 24,1            | Krum, Schmachtenberg, Ziegelanger                                                                                | S 1                    | Steigerwald        | Haßberge                             | Unterfranken     |
| 54   | Prichsenstadt                 | 23,8            | Bimbach, Kirchschönbach                                                                                          | S 2                    | Steigerwald        | Kitzingen                            | Unterfranken     |
| 55   | Eußenheim                     | 22,7            | Aschfeld | D 2                    | Maindreieck        | Main-Spessart                        | Unterfranken     |
| 56   | Segnitz                       | 22,6            | | D 3                    | Maindreieck        | Kitzingen                            | Unterfranken     |
| 57   | Gössenheim                    | 21,7            | | D 2                    | Maindreieck        | Main-Spessart                        | Unterfranken     |
| 58   | Ochsenfurt                    | 21,0            | Goßmannsdorf am Main, Kleinochsenfurt                                                                            | D 3                    | Maindreieck        | Würzburg                             | Unterfranken     |
| 59   | Sand am Main                  | 21,0            | | S 1                    | Steigerwald        | Haßberge                             | Unterfranken     |
| 60   | Güntersleben                  | 20,0            | | D 2                    | Maindreieck        | Würzburg                             | Unterfranken     |
| 61   | Marktbreit                    | 19,6            | | D 3                    | Maindreieck        | Kitzingen                            | Unterfranken     |
| 62   | Elsenfeld (x)                 | 19,5            | Rück | V 2                    | Mainviereck        | Miltenberg                           | Unterfranken     |
| 63   | Theilheim bei Randersacker    | 19,3            | | D 3                    | Maindreieck        | Würzburg                             | Unterfranken     |
| 64   | Buchbrunn                     | 19,0            | | D 3                    | Maindreieck        | Kitzingen                            | Unterfranken     |
| 65   | Albertshofen                  | 18,3            | | D 3                    | Maindreieck        | Kitzingen                            | Unterfranken     |
| 66   | Dingolshausen                 | 18,1            | Bischwind | S 2                    | Steigerwald        | Schweinfurt                          | Unterfranken     |
| 67   | Markt Nordheim                | 17,8            | Herbolzheim, Ulsenheim, Freimarkung Osing (F)                                                                    | S 5                    | Steigerwald        | Neustadt an der Aisch- Bad Windsheim | Mittelfranken    |
| 68   | Veitshöchheim                 | 17,7            | | D 2                    | Maindreieck        | Würzburg                             | Unterfranken     |
| 69   | Obernbreit                    | 16,3            | | D 3                    | Maindreieck        | Kitzingen                            | Unterfranken     |
| 70   | Adelshofen (x)                | 15,8            | Tauberscheckenbach, Tauberzell                                                                                   | S 5                    | Steigerwald        | Ansbach                              | Mittelfranken    |
| 71   | Winterhausen                  | 15,5            | | D 3                    | Maindreieck        | Würzburg                             | Unterfranken     |
| 72   | Arnstein (x)                  | 13,5            | Binsfeld, Halsheim, Heugrumbach, Marbach, Müdesheim,                                                             | D 2                    | Maindreieck        | Main-Spessart                        | Unterfranken     |
| 73   | Bergtheim                     | 13,5            | | D 4                    | Maindreieck        | Würzburg                             | Unterfranken     |
| 74   | Ebelsbach (x)                 | 13,2            | Steinbach | S 1                    | Steigerwald        | Haßberge                             | Unterfranken     |
| 75   | Waigolshausen (x)             | 12,6            | Hergolshausen, Theilheim                                                                                         | D 4                    | Maindreieck        | Schweinfurt                          | Unterfranken     |
| 76   | Gerolzhofen                   | 12,5            | | S 2                    | Steigerwald        | Schweinfurt                          | Unterfranken     |
| 77   | Sulzheim (x)                  | 12,2            | Mönchstockheim                                                                                                   | S 2                    | Steigerwald        | Schweinfurt                          | Unterfranken     |
| 78   | Großwallstadt                 | 11,9            | | V 2                    | Mainviereck        | Miltenberg                           | Unterfranken     |
| 79   | Dorfprozelten                 | 11,6            | | V 2                    | Mainviereck        | Miltenberg                           | Unterfranken     |
| 80   | Marktheidenfeld               | 11,3            | | V 3                    | Mainviereck        | Main-Spessart                        | Unterfranken     |
| 81   | Rimpar                        | 10,6            | | D 2                    | Maindreieck        | Würzburg                             | Unterfranken     |
| 82   | Ergersheim                    | 9,4             | | S 5                    | Steigerwald        | Neustadt an der Aisch- Bad Windsheim | Mittelfranken    |
| 83   | Uettingen                     | 9,3             | | V 3                    | Mainviereck        | Würzburg                             | Unterfranken     |
| 84   | Gerbrunn                      | 8,9             | | D 3                    | Maindreieck        | Würzburg                             | Unterfranken     |
| 85   | Euerdorf (x)                  | 8,5             | Wirmsthal | D 1                    | Maindreieck        | Bad Kissingen                        | Unterfranken     |
| 86   | Dietersheim (x)               | 8,4             | Dottenheim, Walddachsbach                                                                                        | S 5                    | Steigerwald        | Neustadt an der Aisch- Bad Windsheim | Mittelfranken    |
| 87   | Schonungen                    | 8,2             | Mainberg | D 4                    | Maindreieck        | Schweinfurt                          | Unterfranken     |
| 88   | Oberhaid (x)                  | 7,8             | Staffelbach, Unterhaid                                                                                           | S 1                    | Steigerwald        | Bamberg                              | Oberfranken      |
| 89   | Hösbach (x)                   | 7,6             | Rottenberg | V 1                    | Mainviereck        | Aschaffenburg                        | Unterfranken     |
| 90   | Erlenbach am Main             | 6,9             | | V 2                    | Mainviereck        | Miltenberg                           | Unterfranken     |
| 91   | Kreuzwertheim                 | 5,8             | | V 3                    | Mainviereck        | Main-Spessart                        | Unterfranken     |
| 92   | Mainbernheim                  | 5,6             | | S 3                    | Steigerwald        | Kitzingen                            | Unterfranken     |
| 93   | Kleinlangheim                 | 5,1             | | S 3                    | Steigerwald        | Kitzingen                            | Unterfranken     |
| 94   | Miltenberg                    | 4,9             | | V 2                    | Mainviereck        | Miltenberg                           | Unterfranken     |
| 95   | Wörth am Main                 | 4,7             | | V 2                    | Mainviereck        | Miltenberg                           | Unterfranken     |
| 96   | Schwanfeld                    | 4,4             | | D 4                    | Maindreieck        | Schweinfurt                          | Unterfranken     |
| 97   | Elfershausen                  | 4,3             | Engenthal, Machtilshausen, Trimberg                                                                              | D 1                    | Maindreieck        | Bad Kissingen                        | Unterfranken     |
| 98   | Rüdenhausen                   | 4,3             | | S 3                    | Steigerwald        | Kitzingen                            | Unterfranken     |
| 99   | Königsberg in Bayern          | 3,7             | Unfinden | S 1                    | Steigerwald        | Haßberge                             | Unterfranken     |
| 100  | Schwarzach am Main (n)        | 3,6             | Gerlachshausen, Schwarzenau                                                                                      | D 4                    | Maindreieck        | Kitzingen                            | Unterfranken     |
| 101  | Schweinfurt                   | 3,5             | | D 4                    | Maindreieck        | -                                    | Unterfranken     |
| 102  | Remlingen                     | 3,3             | | V 3                    | Mainviereck        | Würzburg                             | Unterfranken     |
| 103  | Karsbach                      | 2,4             | Höllrich | D 2                    | Maindreieck        | Main-Spessart                        | Unterfranken     |
| 104  | Martinsheim (M)               | 2,3             | | D 3                    | Maindreieck        | Kitzingen                            | Unterfranken     |
| 105  | Röllbach                      | 2,0             | | V 2                    | Mainviereck        | Miltenberg                           | Unterfranken     |
| 106  | Fuchsstadt bei Hammelburg     | 1,9             | | D 1                    | Maindreieck        | Bad Kissingen                        | Unterfranken     |
| 107  | Haßfurt (x)                   | 1,5             | Augsfeld, Prappach                                                                                               | S 1                    | Steigerwald        | Haßberge                             | Unterfranken     |
| 108  | Mömlingen                     | 1,5             | | V 2                    | Mainviereck        | Miltenberg                           | Unterfranken     |
| 109  | Marktsteft                    | 1,4             | | D 3                    | Maindreieck        | Kitzingen                            | Unterfranken     |
| 110  | Sulzthal                      | 1,3             | | D 1                    | Maindreieck        | Bad Kissingen                        | Unterfranken     |
| 111  | Rottendorf                    | 1,2             | | D 3                    | Maindreieck        | Würzburg                             | Unterfranken     |
| 112  | Aschaffenburg                 | 1,1             | Obernau | V 1                    | Mainviereck        | -                                    | Unterfranken     |
| 113  | Gemünden                      | 1,1             | Adelsberg | D 2                    | Maindreieck        | Main-Spessart                        | Unterfranken     |
| 114  | Eltmann                       | 1,0             | | S 1                    | Steigerwald        | Haßberge                             | Unterfranken     |
| 115  | Bamberg                       | 0,9             | | S 1                    | Steigerwald        | -                                    | Oberfranken      |
| 116  | Margetshöchheim               | 0,9             | | D 2                    | Maindreieck        | Würzburg                             | Unterfranken     |
| 117  | Rothenburg ob der Tauber      | 0,9             | | S 5                    | Steigerwald        | Ansbach                              | Mittelfranken    |
| 118  | Weilbach                      | 0,9             | | ?                      | Mainviereck        | Miltenberg                           | Unterfranken     |
| 119  | Hausen (bei Aschaffenburg)    | 0,8             | | ?                      | Mainviereck        | Miltenberg                           | Unterfranken     |
| 120  | Viereth-Trunstadt (n)         | 0,7             | Viereth | S 1                    | Steigerwald        | Bamberg                              | Oberfranken      |
| 121  | Greußenheim                   | 0,6             | | D 2                    | Maindreieck        | Würzburg                             | Unterfranken     |
| 122  | Eichenbühl                    | 0,5             | | D 2                    | Mainviereck        | Miltenberg                           | Unterfranken     |
| 123  | Neustadt an der Aisch         | 0,5             | | ?                      | Steigerwald        | Neustadt an der Aisch- Bad Windsheim | Mittelfranken    |
| 124  | Bergrheinfeld (x)             | 0,3             | Garstadt | ?                      | Maindreieck        | Schweinfurt                          | Unterfranken     |
| 125  | Gädheim                       | 0,3             | | ?                      | Maindreieck        | Haßberge                             | Unterfranken     |
| 126  | Aidhausen (x)                 | 0,1             | Nassach | ?                      | Steigerwald        | Haßberge                             | Unterfranken     |
| 127  | Bieberehren                   | 0,1             | | ?                      |                    | Würzburg                             | Unterfranken     |
| 128  | Gochsheim                     | 0,1             | | ?                      | Maindreieck        | Schweinfurt                          | Unterfranken     |
| 129  | Lülsfeld                      | 0,1             | | ?                      | Steigerwald        | Schweinfurt                          | Unterfranken     |
| 130  | Neubrunn (x)                  | 0,1             | Böttigheim | V 3                    | Mainviereck        | Würzburg                             | Unterfranken     |
| 131  | Obernburg                     | 0,1             | | ?                      | Mainviereck        | Miltenberg                           | Unterfranken     |
|      | Franken                       | 6.253,2         | |                        |                    |                                      |                  |

| Zeichen                 | Bedeutung |
| ----------------------- | --- |
| (1) (in obersten Zeile) | Gemeinden die vor der Bayerischen Gebietsreform selbständig waren. Kleinere Einheiten (Weiler, Burgen, Schlösser, Mühlen) sind nicht aufgeführt |
| (2) (in obersten Zeile) | Die Namen der Bereiche wurden abgekürzt, Erläuterung siehe: Neue Einteilung |
| (g)                     | Größter Weinort Frankens bezogen auf die selbständigen Orte vor der Bayerischen Gebietsreform |
| (n)                     | Neu eingeführter Name für eine Großgemeinde im Rahmen der Bayerischen Gebietsreform |
| x                       | Kein Weinbau in der namensgebenden Großgemeinde, sondern nur in eingemeindeten Ortsteilen (aufgeführt in der übernächsten Spalte) |
| Fett                    | Seit der Bayerischen Gebietsreform nicht mehr selbständige Gemeinde, sondern nur noch Ortsteil, mit besonderer Bedeutung für den Weinbau |
| (F)                     | Die Freimarkung Osing ist ein gemeindefreies Gebiet, das zur Gemarkung Herbolzheim gehört. Die Gemarkung Herbolzheim gehört, ohne den Gemarkungsbereich Osing, zur Großgemeinde Markt Nordheim. Die Rebflächen der Freimarkung Osing wurden deshalb dem Markt Nordheim zugerechnet (siehe: Rang 67). |
| (M)                     | Die Gemeinde Martinsheim (Rang 104) fehlt trotz Weinbau in der Aufstellung der Landesanstalt für Wein- und Gartenbau. Die Flächenangabe bezieht sich auf das Jahr 1993. |
| ?                       | Weinbaugemeinde wurde von der Bayerischen Landesanstalt für Weinbau und Gartenbau bei der Bildung der neuen Bereiche übersehen und keinem Bereich zugeordnet |